# Liste des personnages des pièces de William Shakespeare
Abréviations :

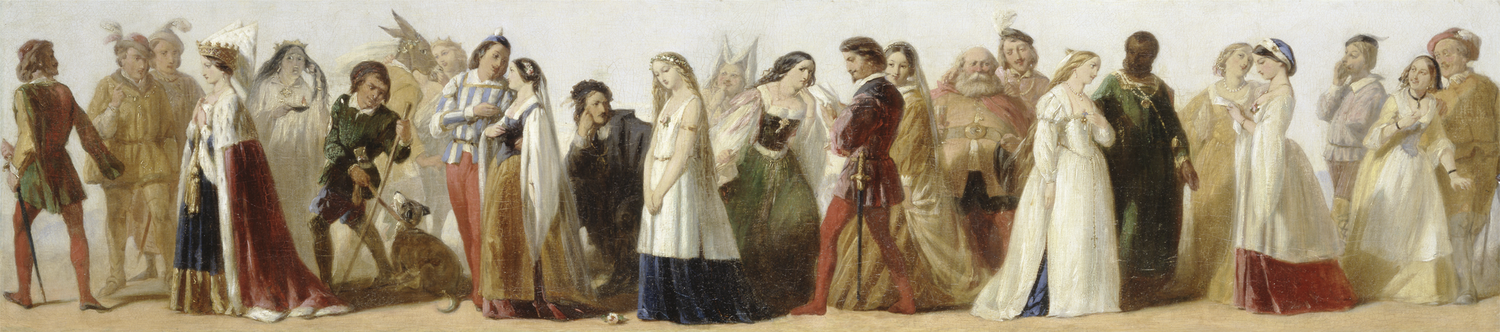
Procession de personnages des pièces de Shakespeare (artiste inconnu, vers 1840).

- (hist) indique un personnage historique réel (par exemple, Richard III dans la pièce du même nom).
- (fict) indique un personnage fictif dans les pièces historiques (par exemple, Falstaff dans Henri IV).
- (myth) indique un personnage mythique repris, et non inventé, par Shakespeare (par exemple, Cordélia dans Le Roi Lear).

- Haut – A
- B
- C
- D
- E
- F
- G
- H
- I
- J
- K
- L
- M
- N
- O
- P
- Q
- R
- S
- T
- U
- V
- W
- X
- Y
- Z

## A

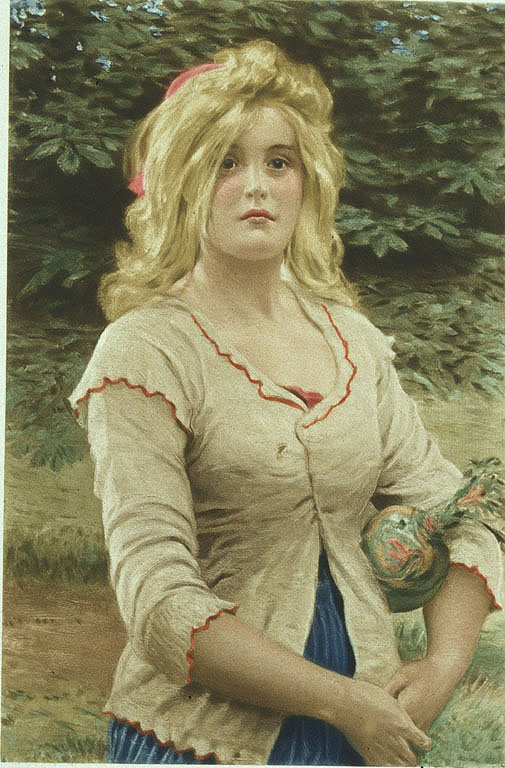
Audrey vue par.

- Aaron est un maure, amant de Tamora, dans Titus Andronicus.
- L'abbé de Westminster (fict) est un prélat anglais fidèle au roi Richard II dans Richard II.
- Lord Abergavenny est le beau-fils du duc de Buckingham dans Henri VIII.
- Abhorson est un bourreau dans Mesure pour mesure.
- Abraham est un serviteur des Montaigu dans Roméo et Juliette.
- Achille (myth) est un chef grec dans Troïlus et Cressida.
- Adam est le valet d'Orlando dans Comme il vous plaira.
- Adriana est l'épouse d'Antipholus d'Éphèse et la sœur de Luciana dans La Comédie des erreurs.
- Don Adriano de Armado est un Espagnol fantasque dans Peines d'amour perdues.
- Adrien est un seigneur dans La Tempête.
- Æmilius est un noble romain dans Titus Andronicus.
- Agamemnon (myth) est le général des Grecs dans Troïlus et Cressida.
- Agrippa (hist) est un conseiller d'Octave dans Antoine et Cléopâtre.
- Sir Andrew Aguecheek est le compagnon de Sir Toby Belch et le prétendant d'Olivia dans La Nuit des rois.
- Ajax (myth) est un chef grec dans Troïlus et Cressida.
- Alarbus est le fils aîné de Tamora dans Titus Andronicus.
- Le duc d'Albany est l'époux de Goneril dans Le Roi Lear.
- Alcibiade est un capitaine athénien dans Timon d'Athènes.
- Alexandre est le valet de Cressida dans Troïlus et Cressida.
- Alexas est un membre de la suite de Cléopâtre dans Antoine et Cléopâtre.
- Alonso est le roi de Naples dans La Tempête.
- Amiens est un seigneur resté fidèle au vieux duc dans Comme il vous plaira.
- Andromaque (myth) est la femme d'Hector dans Troïlus et Cressida.
- Angélo est un orfèvre dans La Comédie des erreurs.
- Angelo règne sur Vienne en l'absence du duc Vincentio dans Mesure pour mesure.
- Angus est un thane écossais dans Macbeth.
- Anténor (myth) est un chef troyen dans Troïlus et Cressida.
- Antigonus est le mari de Paulina dans Le Conte d'hiver.
- Antiochus est le roi d'Antioche dans Périclès, prince de Tyr.
- La fille d'Antiochus est un personnage de Périclès, prince de Tyr.
- Antipholus d'Éphèse est le fils d'Égéon et d'Émilie et le frère jumeau d'Antipholus de Syracuse dans La Comédie des erreurs.
- Antipholus de Syracuse est le fils d'Égéon et d'Émilie et le frère jumeau d'Antipholus d'Éphèse dans La Comédie des erreurs.
- Antoine (hist) est un général romain, membre du triumvirat avec Octave et Lépide dans Jules César, et amoureux de Cléopâtre dans Antoine et Cléopâtre.
- Antonio est le frère de Prospéro dans La Tempête.
- Antonio est le père de Proteus dans Les Deux Gentilshommes de Vérone.
- Antonio est un marchand vénitien, ami de Bassanio, dans Le Marchand de Venise.
- Antonio est le frère de Léonato dans Beaucoup de bruit pour rien.
- Antonio est un capitaine et ami de Sébastien dans La Nuit des rois.
- Apemantus est un philosophe dans Timon d'Athènes.
- Le prince d'Aragon est l'un des soupirants de Portia dans Le Marchand de Venise.
- Archidamus est un seigneur de Bohême dans Le Conte d'hiver.
- Arcite est le neveu du roi de Thèbes dans Les Deux Nobles Cousins.
- Ariel est un esprit au service de Prospéro dans La Tempête.
- Artémidore est un sophiste de Cnide dans Jules César.
- Artésius est un capitaine athénien dans Les Deux Nobles Cousins.
- Arthur (hist) est le fils de Lady Constance et le neveu du roi Jean dans Le Roi Jean.
- Le comte Robert d'Artois (hist) est un noble français passé aux Anglais dans Édouard III.
- Arviragus est l'un des fils disparus de Cymbeline, élevé par Morgan sous le nom de Cadwal, dans Cymbeline.
- Trois assassins sont employés par Macbeth dans Macbeth.
- Un aubergiste accueille Julia à Milan dans Les Deux Gentilshommes de Vérone.
- L'aubergiste de la Jarretière apparaît dans Les Joyeuses Commères de Windsor.
- Lord Audley (hist) est un noble anglais dans Édouard III.
- Audrey est une paysanne dans Comme il vous plaira.
- Tullus Aufidius est le général des Volsques dans Coriolan.
- Le duc d'Aumerle (hist) est le fils du duc d'York dans Richard II.
- Autolycus est un colporteur roublard dans Le Conte d'hiver.

## B

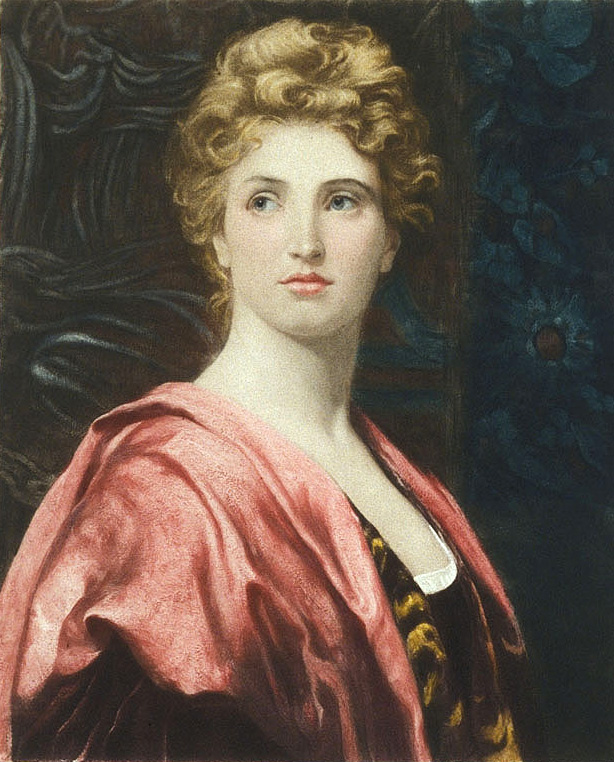
Béatrice vue par Frank Bernard Dicksee.

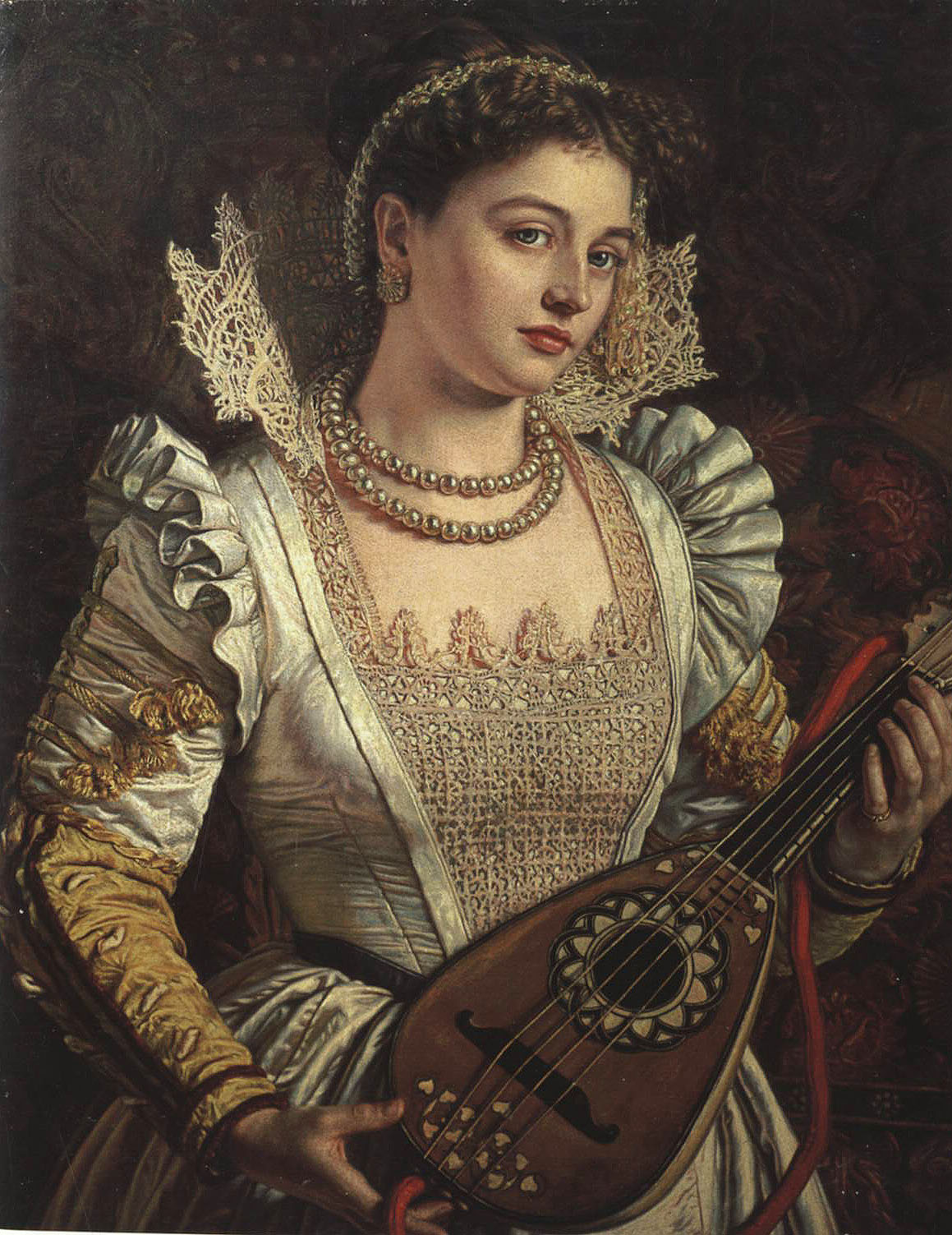
Bianca vue par William Holman Hunt.

- Bagot (hist) est un favori du roi Richard II dans Richard II.
- Balthazar est un serviteur des Montaigu dans Roméo et Juliette.
- Balthazar est un marchand dans La Comédie des erreurs.
- Balthazar est un serviteur de Don Pedro dans Beaucoup de bruit pour rien.
- Banquo est un général écossais ami de Macbeth dans Macbeth.
- Bardolphe est un compagnon de Falstaff dans Les Joyeuses Commères de Windsor.
- Barnardine est un prisonnier dans Mesure pour mesure.
- Bassanio est un ami d'Antonio amoureux de Portia dans Le Marchand de Venise.
- Bassianus est le fils de l'empereur défunt, le frère de Saturninus et le fiancé de Lavinia dans Titus Andronicus.
- Béatrice est la nièce de Léonato, amoureuse de Bénédict, dans Beaucoup de bruit pour rien.
- Bélarius est un seigneur banni par le roi Cymbeline et revenu, déguisé, sous le nom de Morgan, dans Cymbeline.
- Sir Toby Belch est l'oncle d'Olivia dans La Nuit des rois.
- Bénédict est un jeune seigneur de Padoue, compagnon de Don Pedro et amoureux de Béatrice, dans Beaucoup de bruit pour rien.
- Benvolio est le cousin et l'ami de Roméo dans Roméo et Juliette.
- Un berger est le père adoptif de Perdita dans Le Conte d'hiver.
- Bernardo est un officier dans Hamlet.
- Lord Berkeley (hist) est un noble fidèle au roi dans Richard II.
- Bertrand est le comte de Roussillon dans Tout est bien qui finit bien.
- Bianca est la maîtresse de Cassio dans Othello ou le Maure de Venise.
- Lord Bigot (hist) est un noble anglais, comte de Norfolk, dans Le Roi Jean.
- Biron ou Berowne est un compagnon du roi de Navarre Ferdinand dans Peines d'amour perdues.
- Blanche (hist) est la nièce du roi Jean dans Le Roi Jean.
- Le roi de Bohême (hist) est un allié des Français dans Édouard III.
- Borachio est un membre de la suite de Don Juan dans Beaucoup de bruit pour rien.
- Nick Bottom (« Bobine » ou « Navette ») est un tisserand et un membre de la troupe des Mechanics dans Le Songe d'une nuit d'été.
- Boult est le valet du maquereau dans Périclès, prince de Tyr.
- Le duc de Bourgogne est l'un des soupirants de Cordélia dans Le Roi Lear.
- Deux bourreaux apparaissent dans Le Roi Jean.
- Boyet est un compagnon de la princesse de France dans Peines d'amour perdues.
- Brabantio est un sénateur vénitien, père de Desdémone, dans Othello ou le Maure de Venise.
- Junius Brutus est un tribun romain dans Coriolan.
- Marcus Brutus (hist) est un préteur romain, proche ami de Jules César, dans Jules César.
- Le duc de Buckingham (hist) est un partisan de la maison de Lancastre dans Henri VI.
- Le duc de Buckingham (hist) est un partisan de la maison d'York dans Henri VI. Il conspire avec Richard III, qui finit par le faire assassiner.
- Le duc de Buckingham (hist) est un adversaire du cardinal Wolsey dans Henri VIII. Wolsey s'arrange pour le faire accuser de trahison et exécuter.
- Bushy (hist) est un favori du roi Richard II dans Richard II.

## C

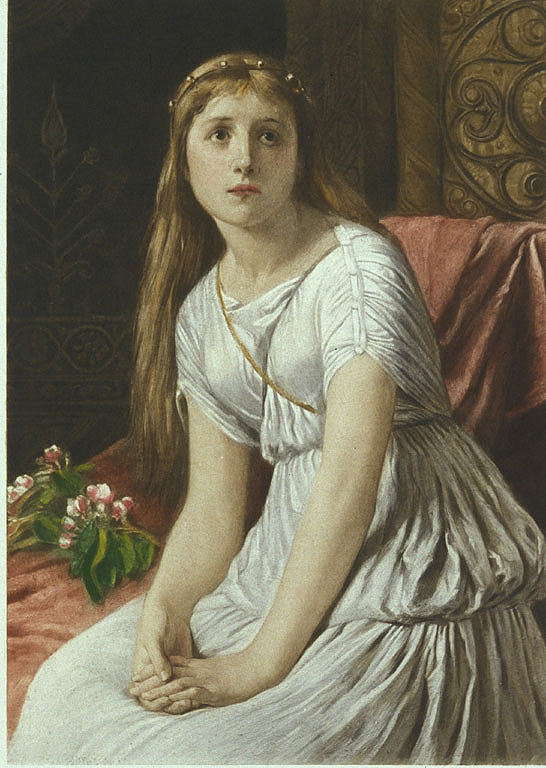
Cordélia vue par William Frederick Yeames.

- Caithness est un thane écossais dans Macbeth.
- Le docteur Caius est un médecin français, prétendant d'Anne Page, dans Les Joyeuses Commères de Windsor.
- Caius Lucius est un général romain dans Cymbeline.
- Le capitaine de Calais est un noble français dans Édouard III.
- Calchas est un prêtre troyen qui a rallié le camp grec, père de Cressida, dans Troïlus et Cressida.
- Caliban est un monstre, fils de Sycorax, dans La Tempête.
- Calpurnia est l'épouse de Jules César dans Jules César.
- Camillo est un serviteur du roi Léonce dans Le Conte d'hiver.
- Canidius est le lieutenant d'Antoine dans Antoine et Cléopâtre.
- Un capitaine romain apparaît dans Titus Andronicus.
- Un capitaine romain apparaît dans Cymbeline.
- Deux capitaines bretons apparaissent dans Cymbeline.
- Un capitaine français apparaît dans Édouard III.
- Un capitaine gallois apparaît dans Richard II.
- Un capitaine polonais apparaît dans Édouard III.
- Le capitaine du vaisseau est un ami de Viola dans La Nuit des rois.
- Capulet est le patriarche de la famille Capulet dans Roméo et Juliette.
- L'évêque de Carlisle (hist) est un prélat anglais fidèle au roi Richard II dans Richard II.
- Casca (hist) est un conspirateur dans Jules César.
- Cassandre, prophétesse, est la fille de Priam dans Troïlus et Cressida.
- Cassio est un lieutenant d'Othello dans Othello ou le Maure de Venise.
- Cassius (hist) est un conspirateur dans Jules César.
- Catherine est une compagne de la princesse de France dans Peines d'amour perdues.
- Catherine d'Aragon est la première femme du roi Henri dans Henri VIII.
- Le jeune Caton (hist) est un ami de Marcus Brutus dans Jules César.
- Cérès est un esprit dans La Tempête.
- Cérimon est un seigneur d'Éphèse dans Périclès, prince de Tyr.
- Jules César est le dictateur de Rome dans Jules César.
- Charles est un lutteur à la cour du duc Frédéric dans Comme il vous plaira.
- Le prince Charles, duc de Normandie, est le fils du roi de France Jean II dans Édouard III.
- Charmian est une suivante de Cléopâtre dans Antoine et Cléopâtre.
- Châtillon (hist) est l'ambassadeur de France en Angleterre dans Le Roi Jean.
- Chiron est le dernier fils de Tamora dans Titus Andronicus.
- Cicéron (hist) est un sénateur romain dans Jules César.
- Cinna (hist) est un conspirateur dans Jules César.
- Cinna (hist) est un poète, homonyme du précédent, dans Jules César.
- Six citoyens riches et six citoyens pauvres de Calais apparaissent dans Édouard III.
- Claudio est le frère d'Isabella dans Mesure pour mesure.
- Claudio est un jeune seigneur de Florence, compagnon de Don Pedro dans Beaucoup de bruit pour rien.
- Claudius est le roi du Danemark dans Hamlet.
- Claudius est un serviteur de Marcus Brutus dans Jules César.
- Clélia est la fille du duc Frédéric dans Comme il vous plaira.
- Cléomène est un seigneur de Sicile dans Le Conte d'hiver.
- Cléon est le gouverneur de Tarse et le mari de Dionysa dans Périclès, prince de Tyr.
- Cléopâtre est la reine d'Égypte, amoureuse d'Antoine, dans Antoine et Cléopâtre.
- Clitus est un serviteur de Marcus Brutus dans Jules César.
- Cloten est le fils du roi Cymbeline dans Cymbeline.
- Le clown est le fils du berger et le frère adoptif de Perdita dans Le Conte d'hiver.
- Un clown apparaît dans Antoine et Cléopâtre.
- Un clown apparaît dans Titus Andronicus.
- Cobweb (« Toile d'araignée ») est une fée au service de Titania dans Le Songe d'une nuit d'été.
- Cominius (personnage semi-légendaire) est un général romain dans Coriolan.
- Conrad est un membre de la suite de Don Juan dans Beaucoup de bruit pour rien.
- Lady Constance (hist) est la mère d'Arthur et la belle-sœur du roi Jean dans Le Roi Jean.
- John Copland est un esquire dans Édouard III.
- Cordélia est la troisième fille du roi Lear dans Le Roi Lear.
- Corin est un vieux berger dans Comme il vous plaira.
- Caius Martius, surnommé Coriolan (personnage semi-légendaire), est un général romain exilé dans Coriolan.
- Cornélius  est un courtisan dans Hamlet.
- Cornélius est un médecin dans Cymbeline.
- Le duc de Cornouailles est l'époux de Régane dans Le Roi Lear.
- Costard (« Cabochard ») est un garde-champêtre dans Peines d'amour perdues.
- Une courtisane apparaît dans La Comédie des erreurs.
- Deux citoyens de Crécy apparaissent dans Édouard III.
- Cressida est la fille de Calchas et la bien-aimée de Troïlus dans Troïlus et Cressida.
- Curan est un courtisan dans Le Roi Lear.
- Curio est un membre de la suite d'Orsino dans La Nuit des rois.
- Cymbeline est le roi de Bretagne, père d'Imogène et de Cloten, dans Cymbeline.

## D

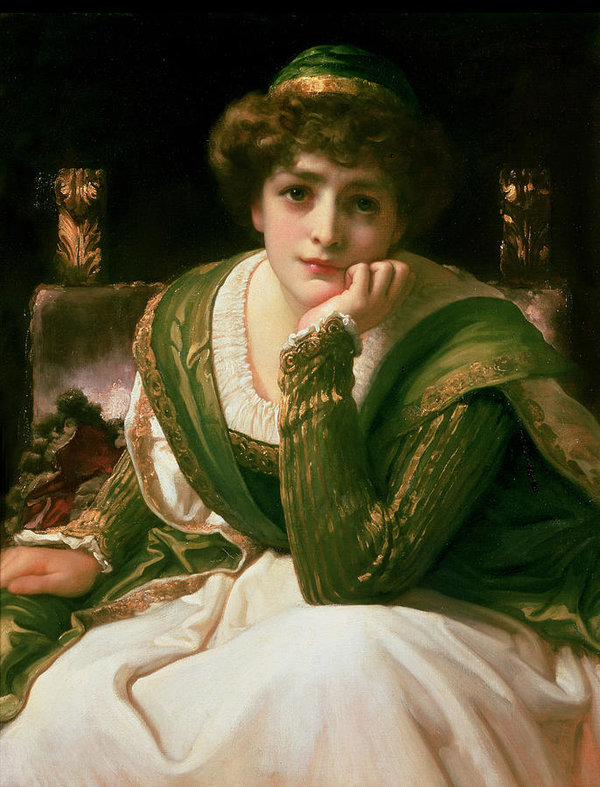
Desdémone vue par Frederic Leighton.

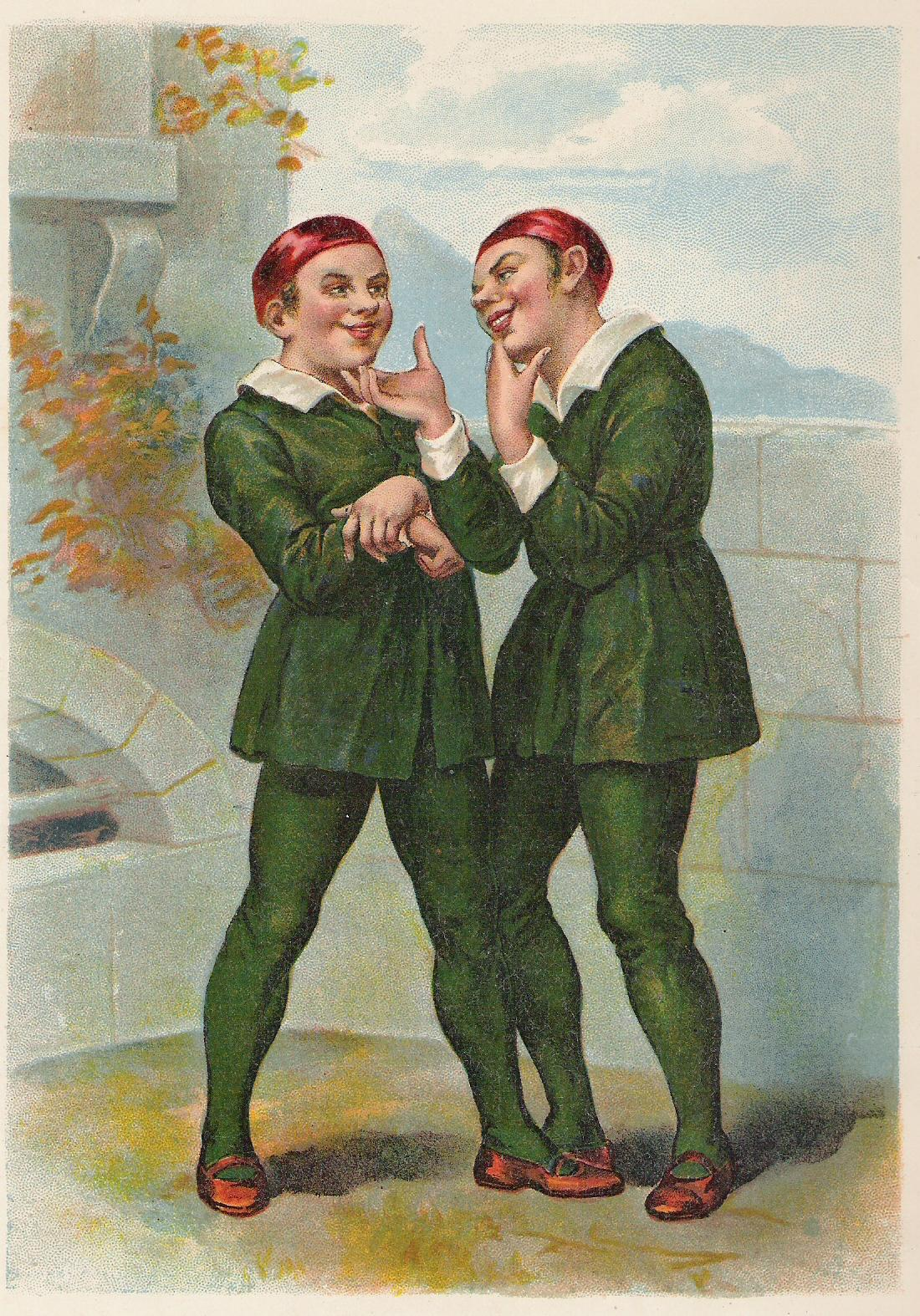
Les deux Dromio.

- Une dame de compagnie de Lady Macbeth apparaît dans Macbeth.
- Deux dames de compagnie de la reine apparaissent dans Richard II.
- Dardanius est un serviteur de Marcus Brutus dans Jules César.
- Le roi David le Bruce d'Écosse apparaît dans Édouard III.
- Decius Brutus (hist) est un conspirateur dans Jules César.
- Déiphobe est le fils de Priam dans Troïlus et Cressida.
- Démétrius est le soupirant d'Hermia dans Le Songe d'une nuit d'été.
- Démétrius est un ami d'Antoine dans Antoine et Cléopâtre.
- Démétrius est le fils cadet de Tamora dans Titus Andronicus.
- Denis est le valet d'Olivier dans Comme il vous plaira.
- Le comte de Derby (hist) est un noble anglais dans Édouard III.
- Dercétas est un ami d'Antoine dans Antoine et Cléopâtre.
- Desdémone est la femme d'Othello dans Othello ou le Maure de Venise.
- Un devin apparaît dans Antoine et Cléopâtre et dans Jules César.
- Domitius Enobarbus (hist) est un partisan d'Antoine dans Antoine et Cléopâtre.
- Diane est la fille de la vieille veuve de Florence que Bertrand poursuit de ses assiduités dans Tout est bien qui finit bien.
- La déesse Diane apparaît dans Périclès, prince de Tyr.
- Diomède est un membre de la suite de Cléopâtre dans Antoine et Cléopâtre.
- Diomède est un chef grec dans Troïlus et Cressida.
- Dion est un seigneur de Sicile dans Le Conte d'hiver.
- Dionysa est la femme de Cléon dans Périclès, prince de Tyr.
- Dogberry est un agent de police incompétent dans Beaucoup de bruit pour rien.
- Dolabella (hist) est un ami d'Octave dans Antoine et Cléopâtre.
- Donalbain (hist) est le fils cadet de Duncan dans Macbeth.
- Sir William Douglas est un noble écossais dans Édouard III.
- Dromio d'Éphèse est le valet d'Antipholus d'Éphèse et le frère jumeau de Dromio de Syracuse dans La Comédie des erreurs.
- Dromio de Syracuse est le valet d'Antipholus de Syracuse et le frère jumeau de Dromio d'Éphèse dans La Comédie des erreurs.
- Le vieux duc est le frère aîné de Frédéric, qui l'a dépossédé de son duché, et le père de Rosalinde, dans Comme il vous plaira.
- Le duc Vincentio est le duc de Vienne dans Mesure pour mesure.
- Dull (« Butor ») est un garde-champêtre dans Peines d'amour perdues.
- Dumaine est un compagnon du roi de Navarre Ferdinand dans Peines d'amour perdues.
- Duncan (hist) est le roi d'Écosse au début de Macbeth.

## E
- Edgar est le fils légitime du comte de Gloucester dans Le Roi Lear.
- Plusieurs édiles apparaissent dans Coriolan, dont un parle.
- Edmond est le fils illégitime du comte de Gloucester dans Le Roi Lear.
- Édouard III (hist) est le roi d'Angleterre dans Édouard III.
- Édouard, le Prince noir (hist) est le fils d'Édouard III dans Édouard III.
- Égée est le père d'Hermia dans Le Songe d'une nuit d'été.
- Égéon est un marchand de Syracuse, époux d'Émilie et père des deux Antipholus dans La Comédie des erreurs.
- Eglamour est le soupirant de Julia dans Les Deux Gentilshommes de Vérone.
- Elbow (« Le Coude ») est un agent de police dans Mesure pour mesure.
- Éléonore (hist) est la mère du roi Jean dans Le Roi Jean
- Emilia est la femme de Iago et la dame de compagnie de Desdémone dans Othello ou le Maure de Venise.
- Emilia est une dame de compagnie d'Hermione dans Le Conte d'hiver.
- Emilia est la sœur d'Hippolyte dans Les Deux Nobles Cousins.
- Émilie est la femme disparue d'Égéon, devenue abbesse à Éphèse, dans La Comédie des erreurs.
- Énée est un chef troyen dans Troïlus et Cressida.
- Eros est un ami d'Antoine dans Antoine et Cléopâtre.
- Escalus est le seigneur de Vérone dans Roméo et Juliette.
- Escalus est un seigneur âgé dans Mesure pour mesure.
- Escanès est un seigneur de Tyr dans Périclès, prince de Tyr.
- Deux esquires apparaissent dans Édouard III.
- Le comte d'Essex (hist) est un noble anglais dans Le Roi Jean.
- Euphronius est l'ambassadeur d'Antoine à Octave dans Antoine et Cléopâtre.
- Sir Hugh Evans est un curé gallois dans Les Joyeuses Commères de Windsor.
- Sir Piers Exton est un noble anglais dans Richard II.

## F

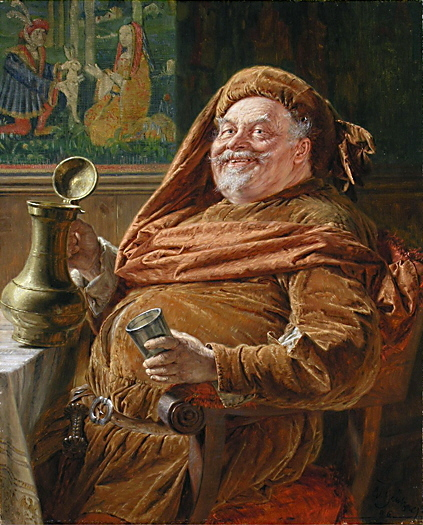
Falstaff vu par Eduard von Grützner.

- Fabien est un serviteur de Sir Toby Belch dans La Nuit des rois.
- Sir John Falstaff est un chevalier gras, orgueilleux et lâche qui apparaît dans Henri IV, puis dans Les Joyeuses Commères de Windsor.
- Lady Faulconbridge est la mère de Philippe (illégitime) et Robert (légitime) Faulconbridge dans Le Roi Jean.
- Philippe Faulconbridge (hist) est le fils illégitime du roi Richard dans Le Roi Jean.
- Robert Faulconbridge est le demi-frère légitime de Philippe Faulconbridge dans Le Roi Jean.
- Une femme et ses deux enfants apparaissent dans Édouard III.
- Fenton est un jeune gentilhomme, bien-aimé d'Anne Page, dans Les Joyeuses Commères de Windsor.
- Ferdinand est le fils d'Alonso dans La Tempête.
- Ferdinand est le roi de Navarre dans Peines d'amour perdues.
- Feste est un bouffon au service d'Olivia dans La Nuit des rois.
- Lord Fitzwater (hist) est un noble anglais en rébellion contre le roi dans Richard II.
- Flaminius est un serviteur de Timon dans Timon d'Athènes.
- Flavius (hist) est un tribun romain dans Jules César.
- Flavius est l'intendant de Timon dans Timon d'Athènes.
- Fléance est le fils de Banquo dans Macbeth.
- Le duc de Florence est un personnage de Tout est bien qui finit bien.
- Florizel est le fils de Polixène, amoureux de Perdita, dans Le Conte d'hiver.
- Francis Flute (« Flûte ») est un raccommodeur de soufflets et un membre de la troupe des Mechanics dans Le Songe d'une nuit d'été.
- Monsieur Ford est un bourgeois de Windsor dans Les Joyeuses Commères de Windsor.
- Madame Ford est l'épouse de monsieur Ford dans Les Joyeuses Commères de Windsor.
- Fortinbras est le prince de Norvège dans Hamlet.
- Deux fossoyeurs apparaissent dans Hamlet.
- Le fou du roi est un serviteur du roi Lear dans Le Roi Lear.
- Un Français, ami de Philario, apparaît dans Cymbeline.
- Trois Français apparaissent dans Édouard III.
- Le roi de France est l'un des soupirants de Cordélia dans Le Roi Lear.
- Le roi de France est un personnage de Tout est bien qui finit bien.
- Une princesse de France apparaît dans Peines d'amour perdues.
- Frère Francis est un prêtre dans Beaucoup de bruit pour rien.
- Francisca est une nonne dans Mesure pour mesure.
- Francisco est un soldat dans Hamlet.
- Francisco est un seigneur dans La Tempête.
- Frédéric est le duc usurpateur, frère cadet du vieux duc et père de Célia, dans Comme il vous plaira.
- Froth est un jeune homme fortuné dans Mesure pour mesure.

## G

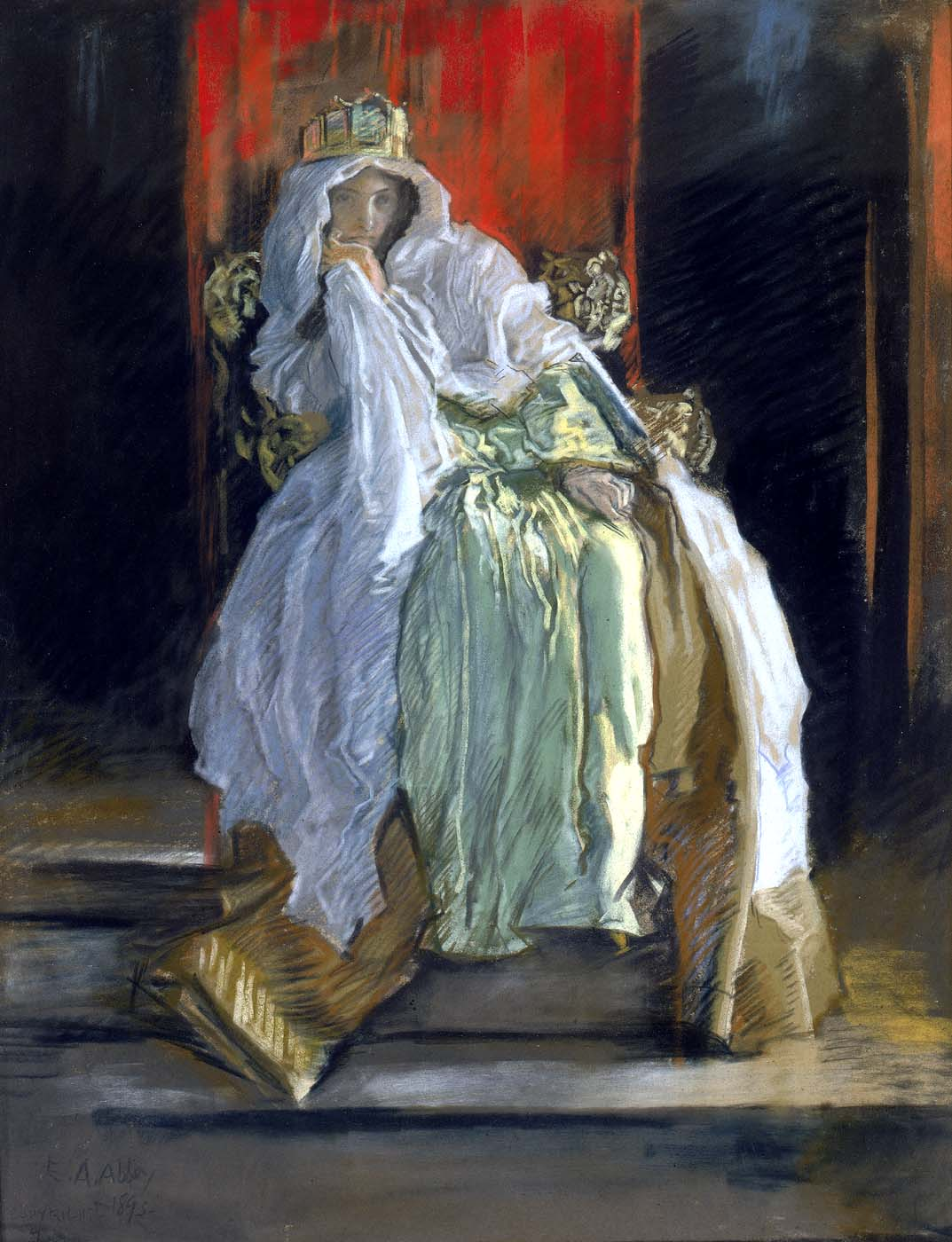
Gertrude vue par Edwin Austin Abbey.

- Gallus est un ami d'Octave dans Antoine et Cléopâtre.
- Un garde-chasse apparaît dans Peines d'amour perdues.
- Deux gentilshommes de la cour de Cymbeline apparaissent dans Cymbeline.
- Deux gentilshommes, amis de Lucio, apparaissent dans Mesure pour mesure.
- Deux geôliers apparaissent dans Cymbeline.
- Un geôlier apparaît dans Richard II.
- Gertrude est la reine du Danemark et la mère d'Hamlet dans Hamlet.
- Le comte de Gloucester est un noble, père d'Edgar et d'Edmond, dans Le Roi Lear.
- Richard (hist), duc de Gloucester, plus tard le roi Richard III, frère du roi Édouard IV
- La duchesse de Gloucester (hist) est l'épouse du duc de Gloucester, noble anglais, dans Richard II.
- Lancelot Gobbo est un idiot au service de Shylock dans Le Marchand de Venise.
- Le vieux Gobbo est le père de Lancelot Gobbo dans Le Marchand de Venise.
- Gobin de Grace est un prisonnier français dans Édouard III.
- Goneril est la fille aînée du roi Lear et l'épouse du duc d'Albany dans Le Roi Lear.
- Gonzalo est un courtisan dans La Tempête.
- Deux Goths ont un rôle parlant dans Titus Andronicus.
- John Gower joue le rôle du chœur dans Périclès, prince de Tyr.
- Gratiano est le frère de Brabantio dans Othello ou le Maure de Venise.
- Gratiano est un ami d'Antonio et de Bassanio dans Le Marchand de Venise.
- Henry Green (hist) est un favori du roi Richard II dans Richard II.
- Grégoire est un serviteur des Capulet dans Roméo et Juliette.
- Guidérius est l'un des fils disparus de Cymbeline, élevé par Morgan sous le nom de Polydore, dans Cymbeline.
- Guildenstern est un courtisan ami d'Hamlet dans Hamlet.
- James Gurney (« Jacques Gournay ») est le valet de Lady Faulconbridge dans Le Roi Jean.

## H

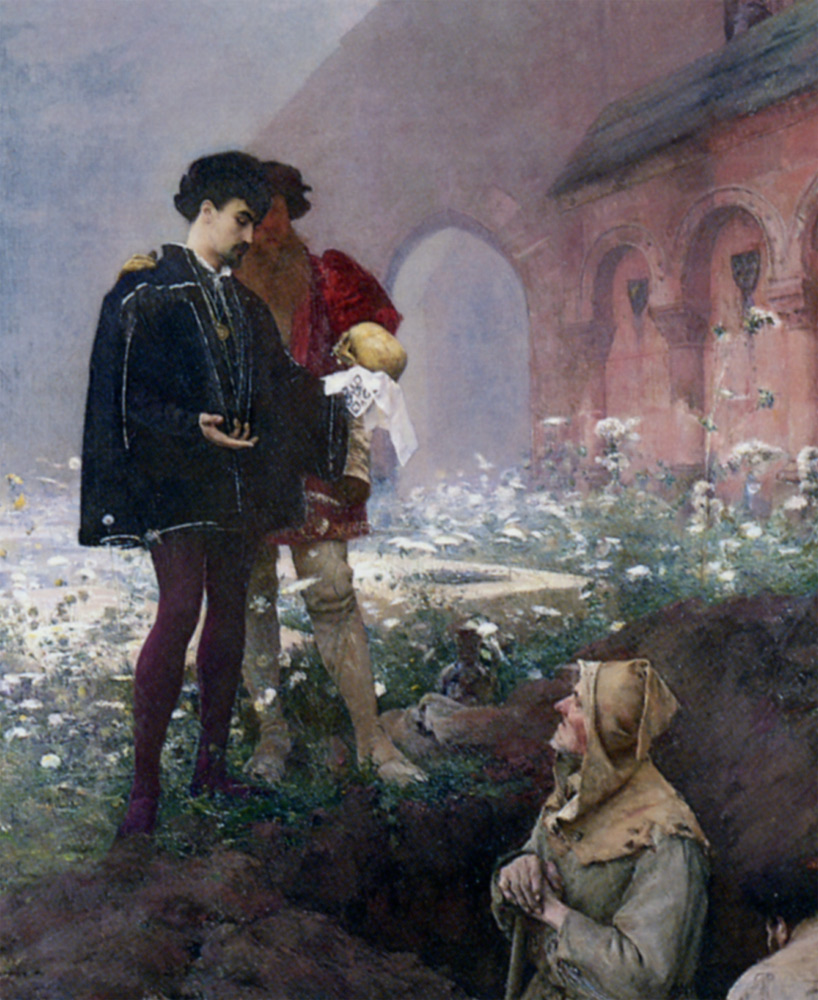
Hamlet et les fossoyeurs vus par Pascal Dagnan-Bouveret.

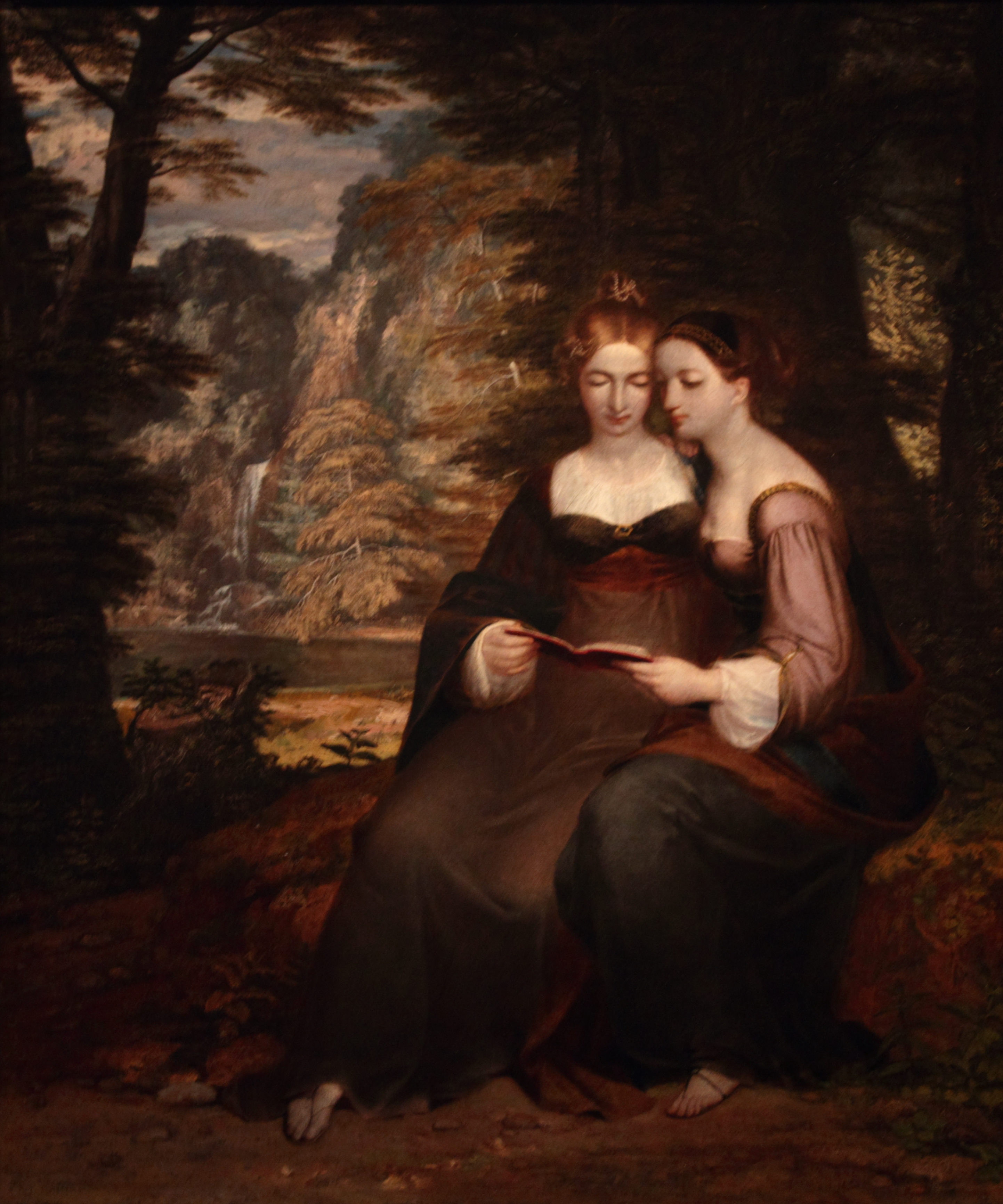
Hermia et Héléna vues par Washington Allston.

- Hamlet est le fils du roi défunt et le neveu du roi Claudius dans Hamlet.
- Hécate est la reine des sorcières dans Macbeth.
- Hector est le fils de Priam dans Troïlus et Cressida.
- Hélène est l'épouse de Ménélas dans Troïlus et Cressida.
- Hélène est une suivante d'Imogène dans Cymbeline.
- Hélène est la protégée de la comtesse de Roussillon, amoureuse de Bertrand, dans Tout est bien qui finit bien.
- Héléna est la soupirante de Démétrius dans Le Songe d'une nuit d'été.
- Hélénus est le fils de Priam dans Troïlus et Cressida.
- Hélicanus est un seigneur de Tyr dans Périclès, prince de Tyr.
- Le prince Henri (hist) est le fils du roi Jean dans Le Roi Jean.
- Henri Bolingbroke (hist) est le fils de Jean de Gand et le meneur de la rébellion contre le roi dans Richard II.
- Un héraut anglais apparaît dans Le Roi Jean.
- Un héraut anglais apparaît dans Édouard III.
- Deux hérauts anglais apparaissent dans Richard II.
- Un héraut français apparaît dans Le Roi Jean.
- Trois hérauts français apparaissent dans Édouard III.
- Hermia est la fille d'Égée, amoureuse de Lysandre, dans Le Songe d'une nuit d'été.
- Hermione est la reine de Sicile, l'épouse de Léonte et la mère de Perdita dans Le Conte d'hiver.
- Héro est la fille de Léonato, amoureuse de Claudio, dans Beaucoup de bruit pour rien.
- Hippolyte, reine des Amazones, est la promise du duc Thésée dans Le Songe d'une nuit d'été et Les Deux Nobles Cousins.
- Holopherne est un maître d'école dans Peines d'amour perdues.
- Horatio est l'ami d'Hamlet dans Hamlet.
- Une bande de hors-la-loi apparaît dans Les Deux Gentilshommes de Vérone.
- Hubert (hist) est un citoyen d'Angers qui entre au service du roi Jean dans Le Roi Jean.
- Hymen est le dieu du mariage dans Comme il vous plaira.

## I

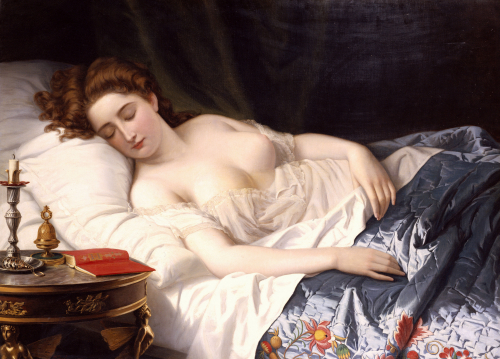
Imogène vue par Wilhelm Souchon.

- Iachimo est un ami de Philario dans Cymbeline.
- Iago est l'enseigne d'Othello et son ennemi juré dans Othello ou le Maure de Venise.
- Imogène est la fille de Cymbeline d'un premier lit et l'épouse de Léonatus Posthumus dans Cymbeline.
- Innogène est la femme de Léonato dans Beaucoup de bruit pour rien.
- L'intendant de la comtesse de Roussillon apparaît dans Tout est bien qui finit bien.
- Iras est une suivante de Cléopâtre dans Antoine et Cléopâtre.
- Iris est un esprit dans La Tempête.
- Isabella est une novice et la sœur de Claudio dans Mesure pour mesure.

## J

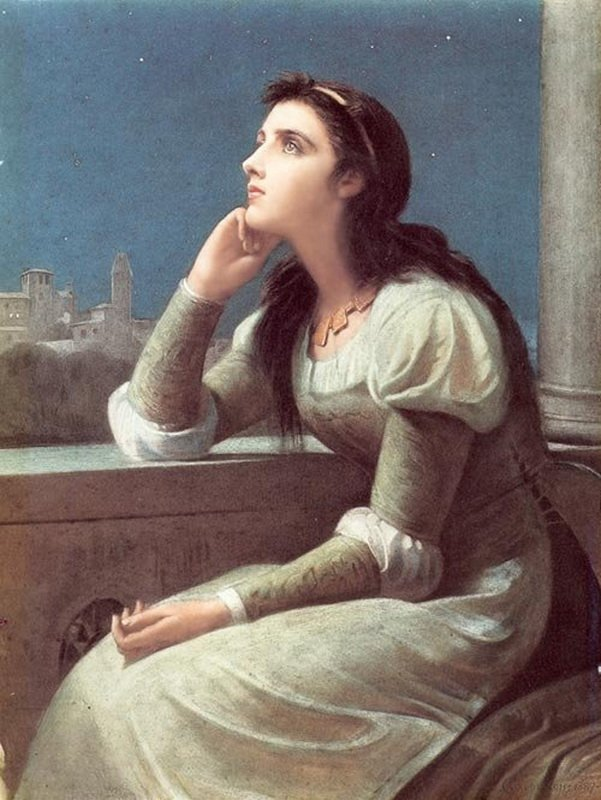
Juliette vue par.

- Jacquenetta est une paysanne dans Peines d'amour perdues.
- Jacques est un seigneur resté fidèle au vieux duc dans Comme il vous plaira.
- Jacques des Bois est le fils cadet du seigneur défunt Roland des Bois dans Comme il vous plaira.
- Deux jardiniers apparaissent dans Richard II.
- Jean (hist) est le roi d'Angleterre dans Le Roi Jean
- Jean II (hist) est le roi de France dans Édouard III.
- Jean de Gand, duc de Lancastre (hist) est l'oncle du roi Richard II dans Richard II.
- Jessica est la fille de Shylock, amoureuse de Lorenzo, dans Le Marchand de Venise.
- Don Juan est le frère illégitime de Don Pedro dans Beaucoup de bruit pour rien.
- Julia est l'amante de Proteus dans Les Deux Gentilshommes de Vérone.
- Juliette est la fille de Capulet et la bien-aimée de Roméo dans Roméo et Juliette.
- Juliette est la maîtresse de Claudio dans Mesure pour mesure.
- Junon est un esprit dans La Tempête.
- Justice est un ami d'Escalus dans Mesure pour mesure.

## K
- Le comte de Kent est un vassal fidèle au roi Lear dans Le Roi Lear.

## L

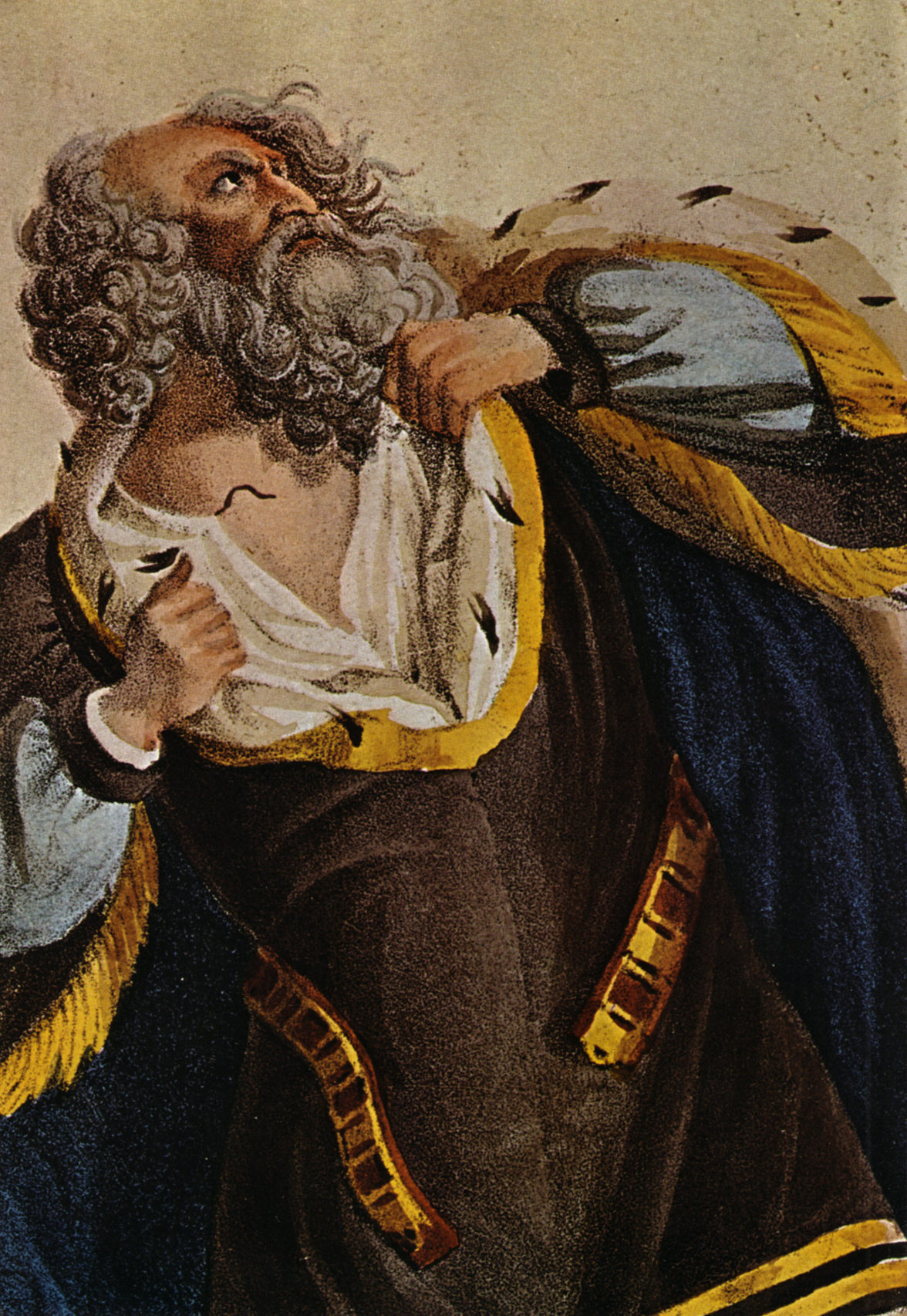
Lear.

- Laërte est le fils de Polonius dans Hamlet.
- Lafeu est un vieux seigneur dans Tout est bien qui finit bien.
- Titus Lartius est un général romain dans Coriolan.
- Launce ou Lance est le valet de Proteus dans Les Deux Gentilshommes de Vérone.
- Le frère Laurent est le confident de Roméo dans Roméo et Juliette.
- Lavinia est la fille de Titus Andronicus, fiancée à Bassianus, dans Titus Andronicus.
- Lear est le roi de Grande-Bretagne dans Le Roi Lear.
- Le Beau est un courtisan du duc Frédéric dans Comme il vous plaira.
- Lennox est un thane écossais dans Macbeth.
- Léonardo est le valet de Bassanio dans Le Marchand de Venise.
- Léonato est le gouverneur de Messine et le père d'Héro dans Beaucoup de bruit pour rien.
- Léonatus Posthumus est le mari d'Imogène dans Cymbeline.
- Léonin est le valet de Dionysa dans Périclès, prince de Tyr.
- Léonte est le roi de Sicile, l'époux d'Hermione et le père de Perdita dans Le Conte d'hiver.
- Lépide (hist) est un membre du triumvirat, avec Antoine et Octave, dans Antoine et Cléopâtre et dans Jules César.
- Ligarius (hist) est un conspirateur dans Jules César.
- Limoges, duc d'Autriche est un noble français dans Le Roi Jean.
- Lodovick est le secrétaire du roi Édouard III dans Édouard III.
- Lodovico est un parent de Brabantio dans Othello ou le Maure de Venise.
- Longueville ou Longaville est un compagnon du roi de Navarre Ferdinand dans Peines d'amour perdues.
- Le Lord Maréchal est un officier royal dans Richard II.
- Lorenzo est un ami d'Antonio et de Bassanio, amoureux de Jessica, dans Le Marchand de Venise.
- Le duc de Lorraine (hist) est un noble français dans Édouard III.
- Louis (hist) est le dauphin, fils du roi de France Philippe, dans Le Roi Jean.
- Luce est une suivante d'Adriana dans La Comédie des erreurs.
- Lucetta est la suivante de Julia dans Les Deux Gentilshommes de Vérone.
- Luciana est la sœur d'Adriana dans La Comédie des erreurs.
- Lucio est un seigneur débauché dans Mesure pour mesure.
- Lucius est un serviteur de Marcus Brutus dans Jules César.
- Lucius est un ami déloyal de Timon dans Timon d'Athènes.
- Lucius est le fils aîné de Titus Andronicus et le père du jeune Lucius dans Titus Andronicus.
- Le jeune Lucius est le fils de Lucius et le petit-fils de Titus Andronicus dans Titus Andronicus.
- Lucilius est un ami de Marcus Brutus dans Jules César.
- Lucilius est un serviteur romantique de Timon dans Timon d'Athènes.
- Lucullus est un ami déloyal de Timon dans Timon d'Athènes.
- Lychorida est la nourrice de Marina dans Périclès, prince de Tyr.
- Lysandre est le bien-aimé d'Hermia dans Le Songe d'une nuit d'été.
- Lysimaque est le gouverneur de Mytilène dans Périclès, prince de Tyr.

## M

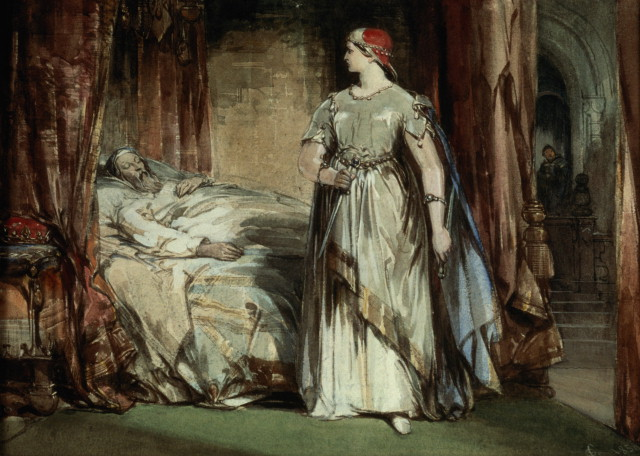
Lady Macbeth vue par George Cattermole.

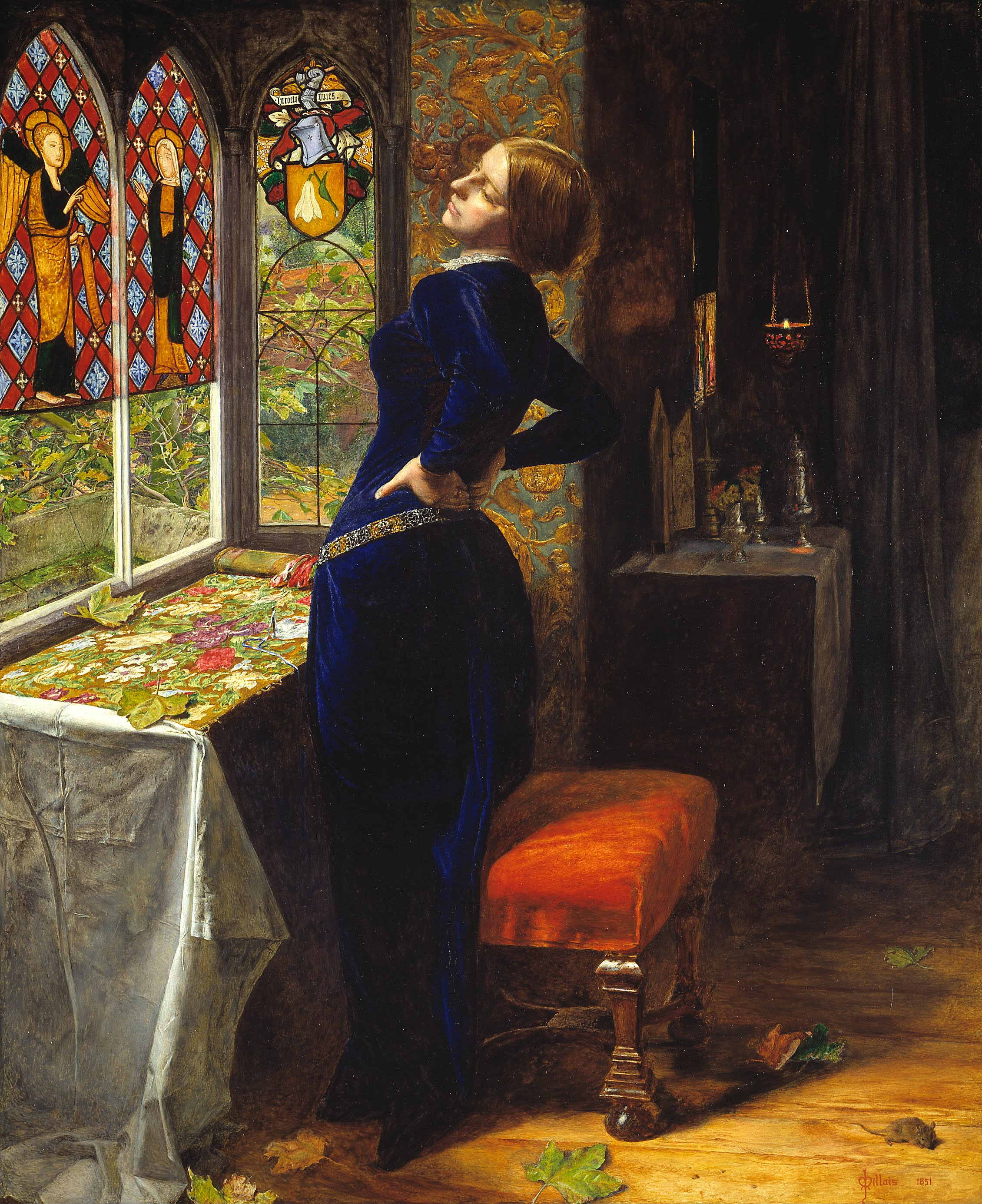
Mariana vue par John Everett Millais.

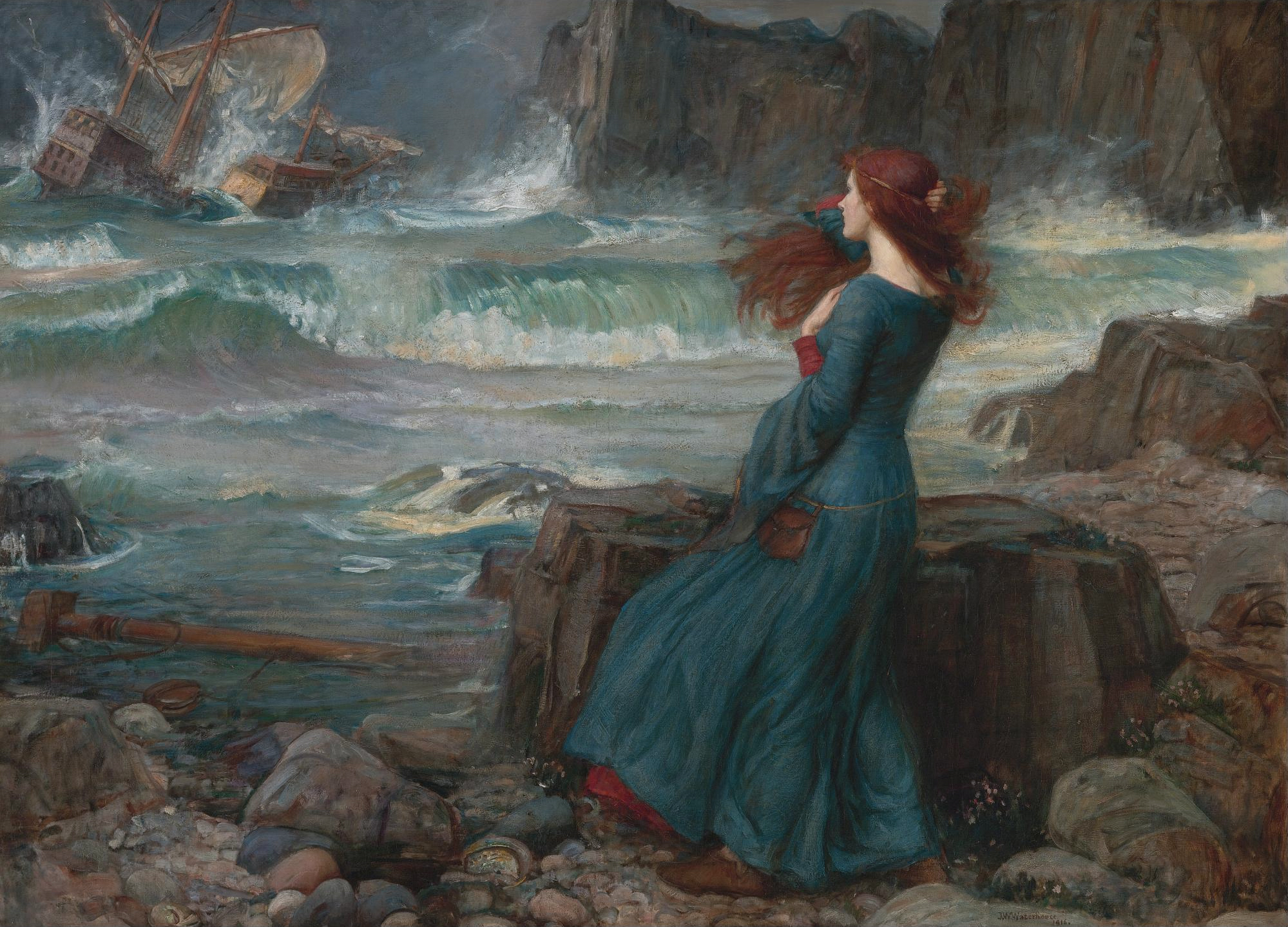
Miranda vue par John William Waterhouse.

- Macbeth (hist) est un général qui devient roi d'Écosse dans Macbeth.
- Lady Macbeth est l'épouse de Macbeth dans Macbeth.
- Macduff est le thane de Fife dans Macbeth.
- Lady Macduff est l'épouse de Macduff dans Macbeth.
- Le fils de Macduff apparaît brièvement dans Macbeth.
- Un majordome apparaît dans Périclès, prince de Tyr.
- Malcolm (hist) est le fils aîné du roi Duncan dans Macbeth.
- Malvolio est l'intendant d'Olivia dans La Nuit des rois.
- Mamillius est le fils de Léonte et d'Hermione dans Le Conte d'hiver.
- Un maquereau apparaît dans Périclès, prince de Tyr.
- Une maquerelle apparaît dans Périclès, prince de Tyr.
- Marcadé est un messager dans Peines d'amour perdues.
- Marcellus est un officier dans Hamlet.
- Deux marchands apparaissent dans La Comédie des erreurs.
- Marcus Andronicus est le frère de Titus Andronicus et le père de Publius dans Titus Andronicus.
- Mardian l'Eunuque est un membre de la suite de Cléopâtre dans Antoine et Cléopâtre.
- Margarélon est le fils illégitime de Priam dans Troïlus et Cressida.
- Marguerite est une suivante d'Héro et la maîtresse de Borachio dans Beaucoup de bruit pour rien.
- Maria est la servante d'Olivia dans La Nuit des rois.
- Mariana est une voisine et amie de la vieille veuve de Florence dans Tout est bien qui finit bien.
- Mariana est l'ancienne fiancée d'Angelo dans Mesure pour mesure.
- Marie est une compagne de la princesse de France dans Peines d'amour perdues.
- Un marin français apparaît dans Édouard III.
- Marina est la fille de Périclès et de Thaisa dans Périclès, prince de Tyr.
- Le prince du Maroc est l'un des soupirants de Portia dans Le Marchand de Venise.
- Olivier Martext (« Gâche-texte ») est un vicaire dans Comme il vous plaira.
- Martius est le jeune fils de Coriolan dans Coriolan.
- Martius est l'un des fils de Titus Andronicus dans Titus Andronicus.
- Marullus (hist) est un tribun romain dans Jules César.
- Mécène (hist) est un ami d'Octave dans Antoine et Cléopâtre.
- Le médecin de Lady Macbeth apparaît dans Macbeth.
- Le vicomte de Melun est un noble français dans Le Roi Jean.
- Ménas est un ami de Sextus Pompée dans Antoine et Cléopâtre.
- Ménécrate est un ami de Sextus Pompée dans Antoine et Cléopâtre.
- Ménélas est un chef grec, frère d'Agamemnon, dans Troïlus et Cressida.
- Ménénius est un sénateur romain dans Coriolan.
- Menteith est un thane écossais dans Macbeth.
- Mercutio est un parent d'Escalus et un ami de Roméo dans Roméo et Juliette.
- Un messager apparaît dans Titus Andronicus.
- Un messager anglais apparaît dans Le Roi Jean.
- Deux messagers écossais apparaissent dans Édouard III.
- Un messager français apparaît dans Le Roi Jean.
- Messala (hist) est un ami de Marcus Brutus dans Jules César.
- Metellus Cimber (hist) est un conspirateur dans Jules César.
- Le duc de Milan est le père de Silvia dans Les Deux Gentilshommes de Vérone.
- Miranda est la fille de Prospéro dans La Tempête.
- Sir William Montague (hist) est le neveu du comte de Salisbury dans Édouard III.
- Montaigu est le patriarche de la famille Montaigu dans Roméo et Juliette.
- Montano est le prédécesseur d'Othello comme gouverneur de Chypre dans Othello ou le Maure de Venise.
- Lord Montfort (hist) est un noble breton passé aux Anglais dans Édouard III.
- Moth (« Moucheron ») est une fée au service de Titania dans Le Songe d'une nuit d'été.
- Moth (« Moustique ») est le page d'Armado dans Peines d'amour perdues.
- Thomas Mowbray, duc de Norfolk (hist) est un noble anglais dans Richard II.
- Mustardseed (« Grain de Moutarde ») est une fée au service de Titania dans Le Songe d'une nuit d'été.
- Mutius est l'un des fils de Titus Andronicus dans Titus Andronicus.

## N
- Nathaniel est un curé dans Peines d'amour perdues.
- Nérissa est une suivante de Portia, amoureuse de Gratiano, dans Le Marchand de Venise.
- Nestor est un chef grec dans Troïlus et Cressida.
- Le comte de Northumberland (hist) est un noble anglais en rébellion contre le roi dans Richard II.
- La nourrice est au service de Juliette dans Roméo et Juliette.
- Une nourrice apparaît dans Titus Andronicus.
- Nym est un compagnon de Falstaff dans Les Joyeuses Commères de Windsor.

## O

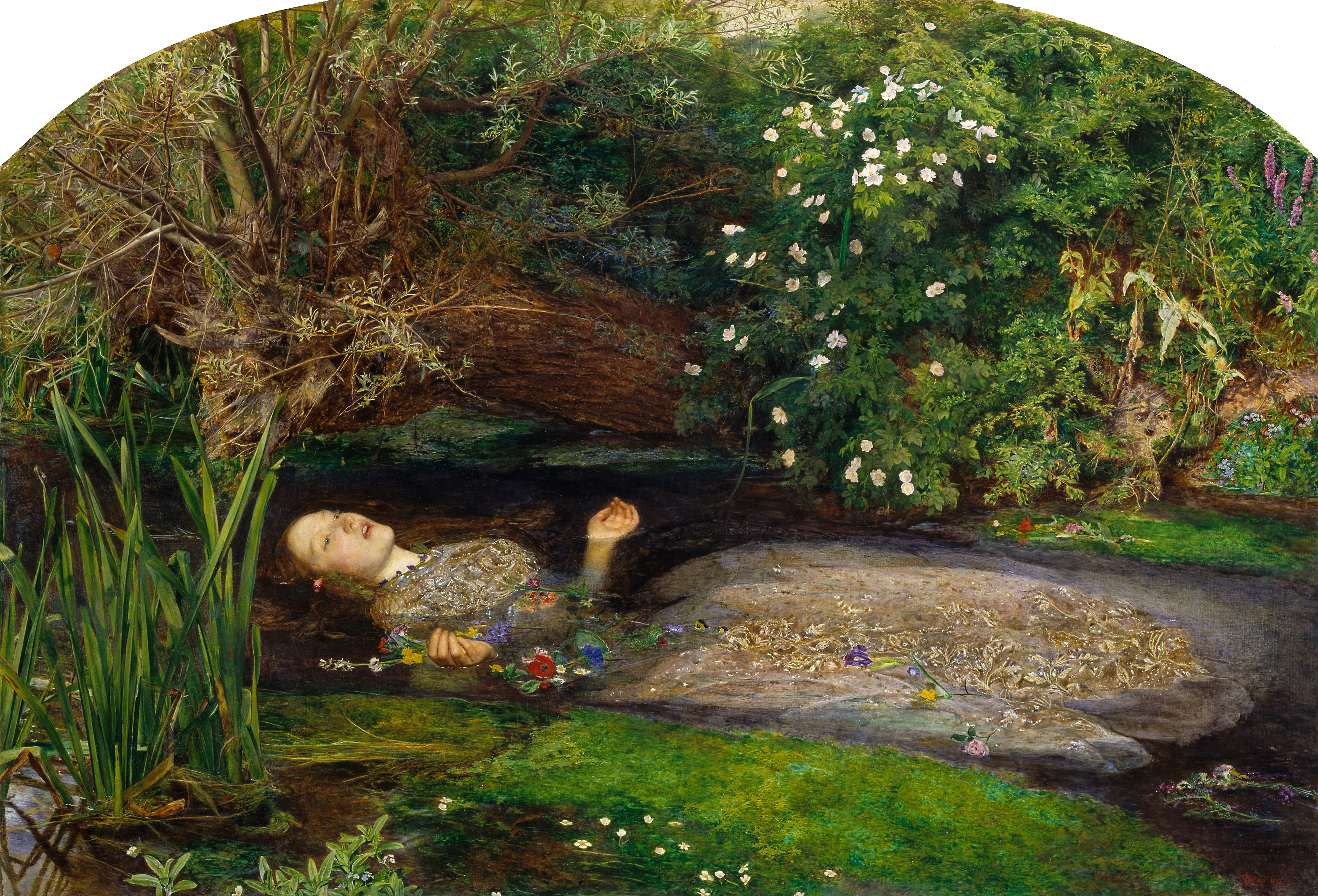
Ophélie vue par John Everett Millais.

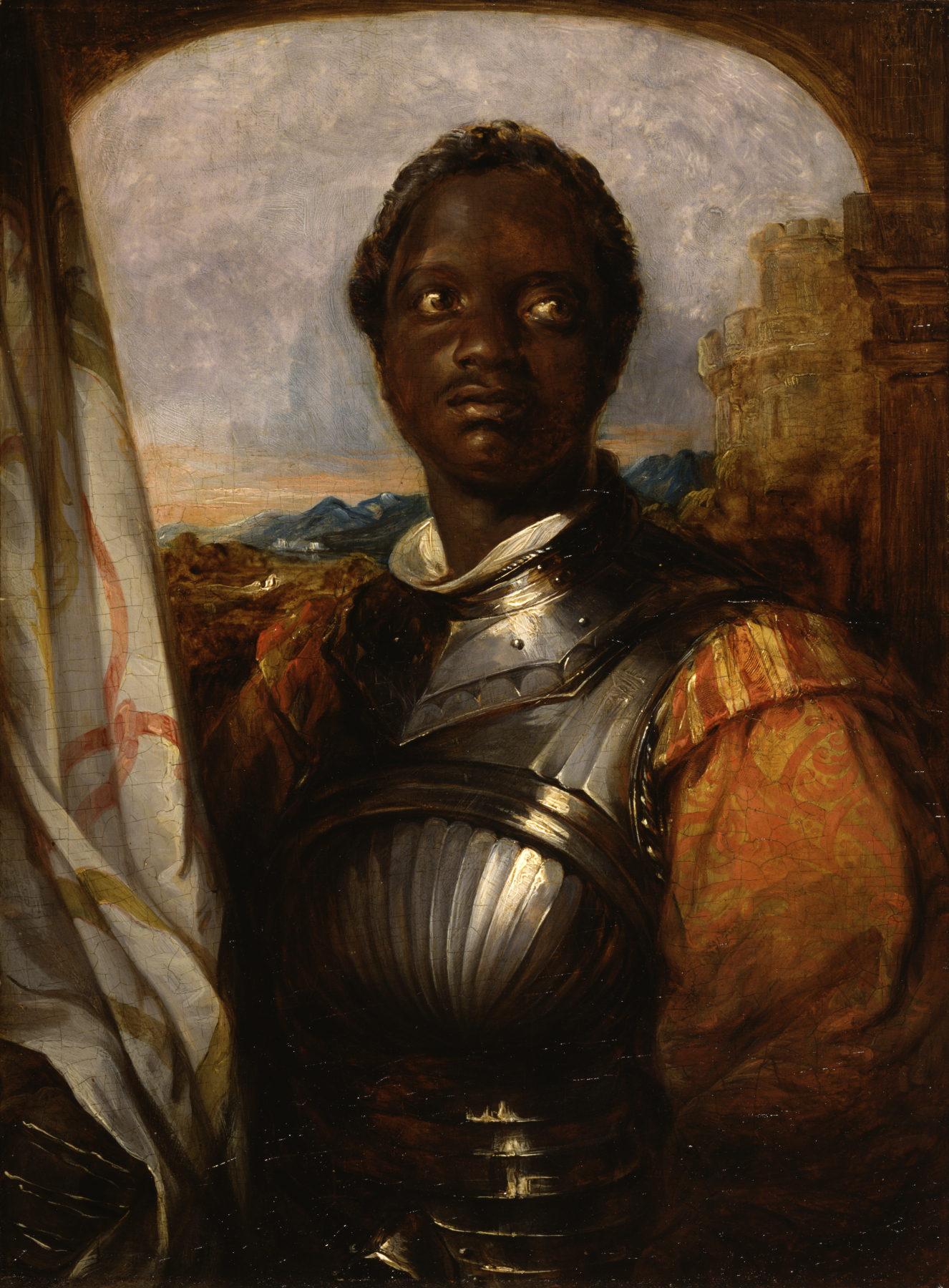
Othello vu par William Mulready.

- Obéron est le roi des fées et le mari de Titania dans Le Songe d'une nuit d'été.
- Octave (hist) est un membre du triumvirat, avec Antoine et Lépide, dans Antoine et Cléopâtre et dans Jules César.
- Octavie la Jeune (hist) est la sœur d'Octave et la femme d'Antoine dans Antoine et Cléopâtre.
- Olivia est une comtesse illyrienne, amoureuse de Cesario, dans La Nuit des rois.
- Olivier des Bois est le fils aîné du seigneur défunt Roland des Bois dans Comme il vous plaira.
- Ophélie est la fille de Polonius, courtisée par Hamlet, dans Hamlet.
- Orlando des Bois est le troisième et dernier fils du seigneur défunt Roland des Bois dans Comme il vous plaira.
- Orsino est le duc d'Illyrie, amoureux d'Olivia, dans La Nuit des rois.
- Osric est un courtisan dans Hamlet.
- Oswald est l'intendant de Goneril dans Le Roi Lear.
- Othello le Maure est un général vénitien, mari de Desdémone, dans Othello ou le Maure de Venise.
- Maîtresse Overdone (« Exagérée ») est une prostituée qui tient un lupanar dans Mesure pour mesure.

## P

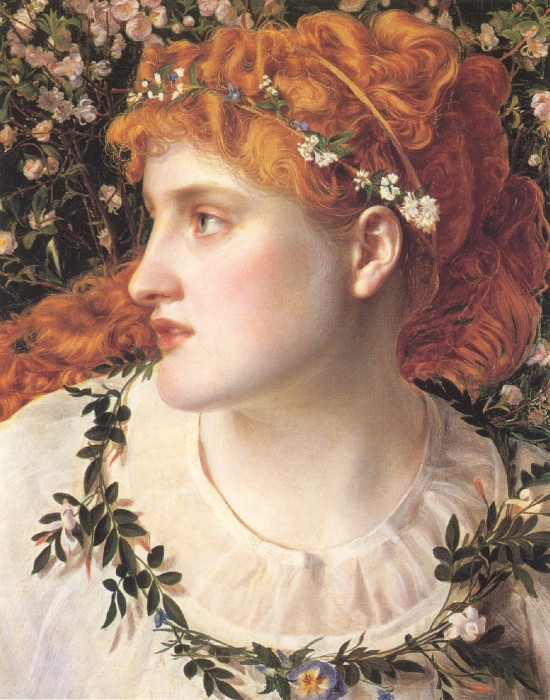
Perdita vue par Frederick Sandys.

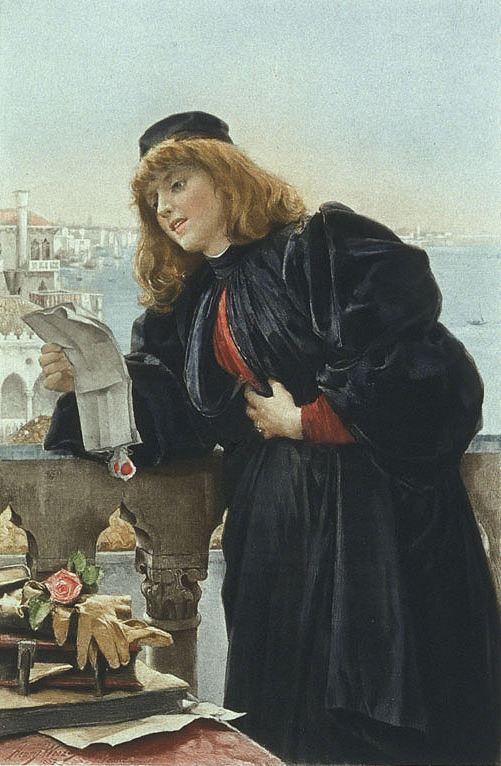
Portia vue par Henry Woods.

- Un page apparaît dans Tout est bien qui finit bien.
- Un page au service de Bénédict apparaît dans Beaucoup de bruit pour rien.
- Monsieur Page est un bourgeois de Windsor dans Les Joyeuses Commères de Windsor.
- Madame Page est l'épouse de monsieur Page dans Les Joyeuses Commères de Windsor.
- Anne Page est la fille de monsieur et madame Page et la bien-aimée de Fenton dans Les Joyeuses Commères de Windsor.
- William Page est le fils de monsieur et madame Page dans Les Joyeuses Commères de Windsor.
- Palamon est le neveu du roi de Thèbes dans Les Deux Nobles Cousins.
- Un palefrenier apparaît dans Richard II.
- Pandare est l'oncle de Cressida dans Troïlus et Cressida.
- Pandolphe (hist) est le légat du pape en Angleterre dans Le Roi Jean.
- Panthino est le valet d'Antonio dans Les Deux Gentilshommes de Vérone.
- Pâris est un parent d'Escalus et un soupirant de Juliette dans Roméo et Juliette.
- Pâris est le fils de Priam dans Troïlus et Cressida.
- Parolles est un membre de la suite de Bertrand dans Tout est bien qui finit bien.
- Patrocle est un chef grec dans Troïlus et Cressida.
- Paulina est la dame de compagnie d'Hermione et la femme d'Antigonus dans Le Conte d'hiver.
- Peaseblossom (« Fleur des Pois ») est une fée au service de Titania dans Le Songe d'une nuit d'été.
- Don Pedro est le prince d'Aragon dans Beaucoup de bruit pour rien.
- Le comte de Pembroke (hist) est un noble anglais dans Le Roi Jean.
- Lord Percy (hist) est un noble anglais dans Édouard III.
- Henry « Hotspur » Percy est le fils du comte de Northumberland dans Richard II.
- Perdita est la fille de Léonte et d'Hermione dans Le Conte d'hiver.
- Périclès est le prince de Tyr dans Périclès, prince de Tyr.
- Phébé est une bergère dans Comme il vous plaira.
- Philario est un ami de Léonatus Posthumus dans Cymbeline.
- Philémon est le valet de Cérimon dans Périclès, prince de Tyr.
- Philippa, reine d'Angleterre, est l'épouse d'Édouard III dans Édouard III.
- Philippe (hist) est roi de France dans Le Roi Jean.
- Le prince Philippe (hist) est le fils du roi de France Jean II dans Édouard III.
- Philon est un ami d'Antoine dans Antoine et Cléopâtre.
- Philostrate est l'intendant des menus plaisirs du duc Thésée dans Le Songe d'une nuit d'été.
- Pierre est un serviteur des Capulet dans Roméo et Juliette.
- Frère Pierre est un moine franciscain dans Mesure pour mesure.
- Pierre de Pomfret est un prophète dans Le Roi Jean.
- Le docteur Pinch est un maître d'école magicien dans La Comédie des erreurs.
- Pindarus est un serviteur de Cassius dans Jules César.
- Pirithous est un général athénien dans Les Deux Nobles Cousins.
- Pisanio est un serviteur de Léonatus Posthumus dans Cymbeline.
- Pistol est un compagnon de Falstaff dans Henry IV 2 et Les Joyeuses Commères de Windsor, et son ancien compagnon et le mari de maîtresse Quickly dans Henry V.
- Polixène est le roi de Bohême et le père de Florizel dans Le Conte d'hiver.
- Polonius est le conseiller de Claudius et le père de Laërte et d'Ophélie dans Hamlet.
- Pompey est un bouffon qui travaille pour Maîtresse Overdone dans Mesure pour mesure.
- Popilius Léna est un sénateur romain dans Jules César.
- Portia est l'épouse de Marcus Brutus dans Jules César.
- Portia est une riche héritière, amoureuse de Bassanio, dans Le Marchand de Venise.
- Le portier de la demeure de Macbeth apparaît dans Macbeth.
- Le prévôt aux ordres d'Angelo dirige la prison dans Mesure pour mesure.
- Priam est le roi de Troie dans Troïlus et Cressida.
- Proculéius est un ami d'Octave dans Antoine et Cléopâtre.
- Prospéro est le duc déchu de Milan et le père de Miranda dans La Tempête.
- Proteus est le fils d'Antonio et l'ami de Valentin dans Les Deux Gentilshommes de Vérone.
- Publius est un sénateur romain dans Jules César.
- Publius est le fils de Marcus Andronicus dans Titus Andronicus.
- Puck, ou Robin Goodfellow, est un lutin dans Le Songe d'une nuit d'été.

## Q
- Maîtresse Quickly est la servante du docteur Caius dans Les Joyeuses Commères de Windsor.
- Peter Quince (« Lecoin » ou « Ducoin ») est un charpentier et le metteur en scène de la troupe des Mechanics dans Le Songe d'une nuit d'été.
- Quintus est l'un des fils de Titus Andronicus dans Titus Andronicus.

## R

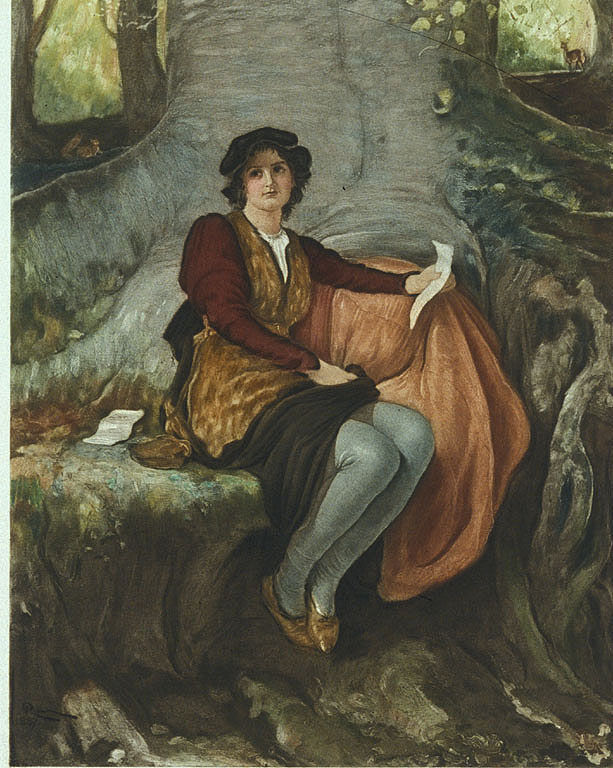
Rosalinde vue par Robert Walker Macbeth.

- Régane est la fille cadette du roi Lear et l'épouse du duc de Cornouailles dans Le Roi Lear.
- La reine est l'épouse de Cymbeline et la belle-mère d'Imogène et de Cloten dans Cymbeline.
- La reine est l'épouse de Richard II dans Richard II.
- Reynaldo est le valet de Polonius dans Hamlet.
- Richard II (hist) est le roi d'Angleterre dans Richard II.
- Robin est le page de Falstaff dans Les Joyeuses Commères de Windsor.
- Roderigo est un noble vénitien, prétendant éconduit de Desdémone, dans Othello ou le Maure de Venise.
- Roméo est le fils de Montaigu et le bien-aimé de Juliette dans Roméo et Juliette.
- Rosalinde est la fille du vieux duc dans Comme il vous plaira.
- Rosaline est une compagne de la princesse de France dans Peines d'amour perdues.
- Rosencrantz est un courtisan ami d'Hamlet dans Hamlet.
- Ross est un thane écossais dans Macbeth.
- Lord Ross (hist) est un noble anglais en rébellion contre le roi dans Richard II.
- La comtesse de Roussillon est la mère de Bertrand dans Tout est bien qui finit bien.
- Rugby est le valet du docteur Caius dans Les Joyeuses Commères de Windsor.

## S

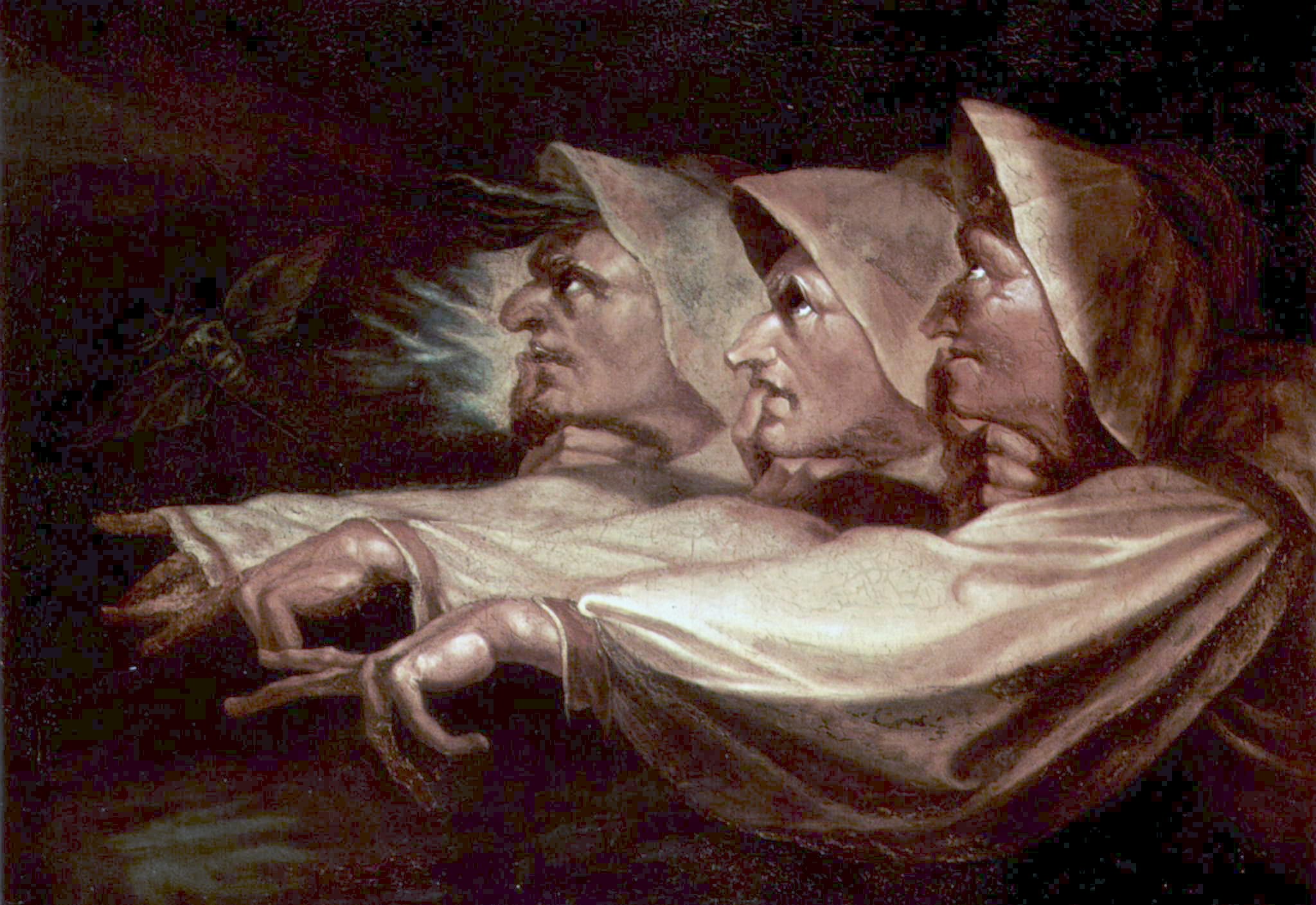
Les trois sorcières vues par Johann Heinrich Füssli.

- Un sacristain sert de juge dans le procès de Borachio dans Beaucoup de bruit pour rien.
- Salarino est un ami d'Antonio et de Bassanio dans Le Marchand de Venise.
- Salerio est un ami d'Antonio et de Bassanio dans Le Marchand de Venise.
- Le comte de Salisbury (hist) est un noble anglais dans Le Roi Jean.
- Le comte de Salisbury (hist) est un noble anglais dans Édouard III.
- Le comte de Salisbury (hist) est un noble fidèle au roi dans Richard II.
- La comtesse de Salisbury (hist) est l'épouse du comte de Salisbury dans Édouard III.
- Samson est un serviteur des Capulet dans Roméo et Juliette.
- Saturninus est le fils et successeur de l'empereur défunt de Rome et le frère de Bassianus dans Titus Andronicus.
- Scarus est un ami d'Antoine dans Antoine et Cléopâtre.
- Sir Stephen Scroop est un noble anglais fidèle au roi Richard II dans Richard II.
- Sébastien est le frère d'Alonso dans La Tempête.
- Sébastien est le frère jumeau perdu de Viola dans La Nuit des rois.
- Deux seigneurs de la cour de Cymbeline apparaissent dans Cymbeline.
- Séleucos est un membre de la suite de Cléopâtre dans Antoine et Cléopâtre.
- Sempronius est un ami déloyal de Timon dans Timon d'Athènes.
- Servilius est un serviteur de Timon dans Timon d'Athènes.
- Sextus Pompée (hist) est le fils du défunt Pompée dans Antoine et Cléopâtre.
- Seyton est le valet de Macbeth dans Macbeth.
- Shallow est un juge de campagne dans Les Joyeuses Commères de Windsor.
- Un shérif apparaît dans Le Roi Jean.
- Shylock est un usurier juif, père de Jessica, dans Le Marchand de Venise.
- Sicinius Velutus est un tribun romain dans Coriolan.
- Silvia est la fille du duc de Milan et l'amante de Valentin dans Les Deux Gentilshommes de Vérone.
- Silvius est un berger dans Comme il vous plaira.
- Simonide est le roi de Pentapolis et le père de Thaisa dans Périclès, prince de Tyr.
- Simple est le valet de Slender dans Les Joyeuses Commères de Windsor.
- Siward (hist) est un général anglais dans Macbeth.
- Le jeune Siward est le fils de Siward dans Macbeth.
- Slender est le cousin de Shallow, et un prétendant d'Anne Page, dans Les Joyeuses Commères de Windsor.
- Tom Snout (« Groin » ou « Lebec ») est un chaudronnier et un membre de la troupe des Mechanics dans Le Songe d'une nuit d'été.
- Snug (« Étriqué » ou « Lajusté ») est un menuisier et un membre de la troupe des Mechanics dans Le Songe d'une nuit d'été.
- Solanio est un ami d'Antonio et de Bassanio dans Le Marchand de Venise.
- Des soldats danois apparaissent dans Édouard III.
- Solinus est le duc d'Éphèse dans La Comédie des erreurs.
- Les trois sorcières prédisent l'avenir de Macbeth et Banquo dans Macbeth.
- Le spectre est le fantôme du père d'Hamlet dans Hamlet.
- Speed est le valet de Valentin dans Les Deux Gentilshommes de Vérone.
- Robin Starveling (« Meurt de faim » ou « Famélique ») est un tailleur et un membre de la troupe des Mechanics dans Le Songe d'une nuit d'été.
- Stéphano est le sommelier du roi dans La Tempête.
- Straton est un serviteur de Marcus Brutus dans Jules César.
- Sycorax est une sorcière, mère de Caliban, dans La Tempête.
- Le duc de Surrey (hist) est un noble fidèle au roi dans Richard II.

## T

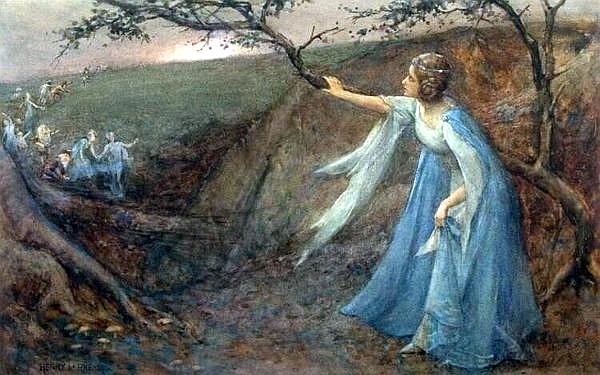
Titania vue par Henry Meynell Rheam.

- Tamora est la reine des Goths, puis l'impératrice de Rome, et la mère d'Alarbus, Démétrius et Chiron, dans Titus Andronicus.
- Thaisa est la fille de Simonide dans Périclès, prince de Tyr.
- Thaliard est un seigneur d'Antioche dans Périclès, prince de Tyr.
- Thersite est un soldat grec lâche et difforme dans Troïlus et Cressida.
- Thésée est le duc d'Athènes dans Le Songe d'une nuit d'été et Les Deux Nobles Cousins.
- Frère Thomas est un moine franciscain dans Mesure pour mesure.
- Thurio est le rival de Valentin dans Les Deux Gentilshommes de Vérone.
- Thyréus est un ami d'Octave dans Antoine et Cléopâtre.
- Timon est un seigneur athénien dans Timon d'Athènes.
- Titania est la reine des fées et la femme d'Obéron dans Le Songe d'une nuit d'été.
- Lucilius est un ami de Marcus Brutus dans Jules César.
- Titus Andronicus est un général romain, frère de Marcus Andronicus et père de Lucius, Quintus, Martius, Mutius et Lavinia dans Titus Andronicus.
- Touchstone (« Pierre de Touche ») est le bouffon du duc Frédéric dans Comme il vous plaira.
- Trébonius (hist) est un conspirateur dans Jules César.
- Trinculo est le fou du roi dans La Tempête.
- Troïlus est le fils de Priam, amoureux de Cressida, dans Troïlus et Cressida.
- Tubal (en) est un usurier juif, ami de Shylock, dans Le Marchand de Venise.
- Tybalt (en) est le cousin de Juliette dans Roméo et Juliette.

## U
- Ulysse est un chef grec dans Troïlus et Cressida.
- Ursule est une suivante d'Héro dans Beaucoup de bruit pour rien.

## V

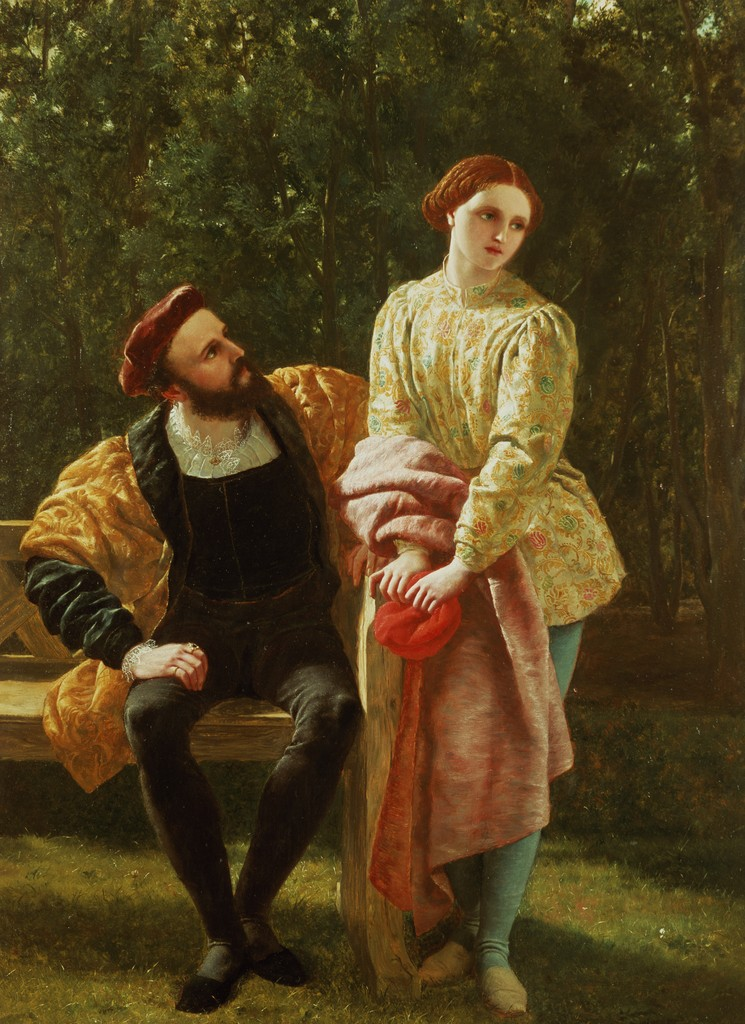
Viola et Orsino vus par Frederick Richard Pickersgill.

- Valentin est un gentilhomme de Vérone dans Les Deux Gentilshommes de Vérone.
- Valentin est un membre de la suite d'Orsino dans La Nuit des rois.
- Valéria est une dame romaine dans Coriolan.
- Valérius est un noble thébain dans Les Deux Nobles Cousins.
- Varrius est un ami de Sextus Pompée dans Antoine et Cléopâtre.
- Varrius est un ami du duc Vincentio dans Mesure pour mesure.
- Varron est un serviteur de Marcus Brutus dans Jules César.
- Le duc de Venise est le souverain de Venise dans Le Marchand de Venise.
- Ventidius est un ami d'Antoine dans Antoine et Cléopâtre.
- Ventidius est un ami déloyal de Timon dans Timon d'Athènes.
- Vergès est un agent de police dans Beaucoup de bruit pour rien.
- Une vieille veuve de Florence, mère de Diane, apparaît dans Tout est bien qui finit bien.
- Villiers est un seigneur normand dans Édouard III.
- Viola est une jeune femme qui se fait passer pour un homme nommé Cesario dans La Nuit des rois.
- Violenta est une voisine et amie de la vieille veuve de Florence dans Tout est bien qui finit bien.
- Virgilia est la femme de Coriolan dans Coriolan.
- Voltemand est un courtisan dans Hamlet.
- Volumnia est la mère de Coriolan dans Coriolan.
- Volumnius (hist) est un ami de Marcus Brutus dans Jules César.

## W
- Le comte de Warwick (hist) est un noble anglais dans Édouard III.
- William est un paysan amoureux d'Audrey dans Comme il vous plaira.
- Lord Willoughby (hist) est un noble anglais en rébellion contre le roi dans Richard II.

## Y
- L'archevêque d'York (hist) est l'un des chefs rebelles dans Henri IV.
- L'archevêque d'York (hist) protège la reine Élisabeth et le jeune duc d'York dans Richard III.
- Le duc d'York (hist) est l'oncle du roi Richard II dans Richard II.
- Le duc d'York (hist) est un personnage secondaire dans Henri V (historiquement, il s'agit de la même personne que le duc d'Aumerle dans Richard II).
- La duchesse d'York est l'épouse du duc d'York dans Richard II.
- La duchesse d'York (hist) est l'épouse du duc d'York dans Henri VI. Elle réapparaît, veuve, dans Richard III.
- Édouard, prince d'York est le fils aîné du roi Édouard IV dans Henri VI. Devenu roi, il est déposé par Richard de Gloucester dans Richard III.
- Le maire d'York (hist) apporte à contre-cœur son soutien aux Yorkistes dans Henri VI.
- Richard, duc d'York (hist) est le prétendant yorkiste à la couronne d'Angleterre dans Henri VI.
- Richard d'York (hist) est le benjamin des Princes de la Tour dans Richard III.